# Großer Preis von Deutschland (Motorrad)
Der Große Preis von Deutschland für Motorräder ist ein Motorrad-Rennen, das seit 1925 ausgetragen wird und seit 1952 zur Motorrad-Weltmeisterschaft zählt. Er findet seit 1998 auf dem Sachsenring nahe Hohenstein-Ernstthal statt.

## Geschichte

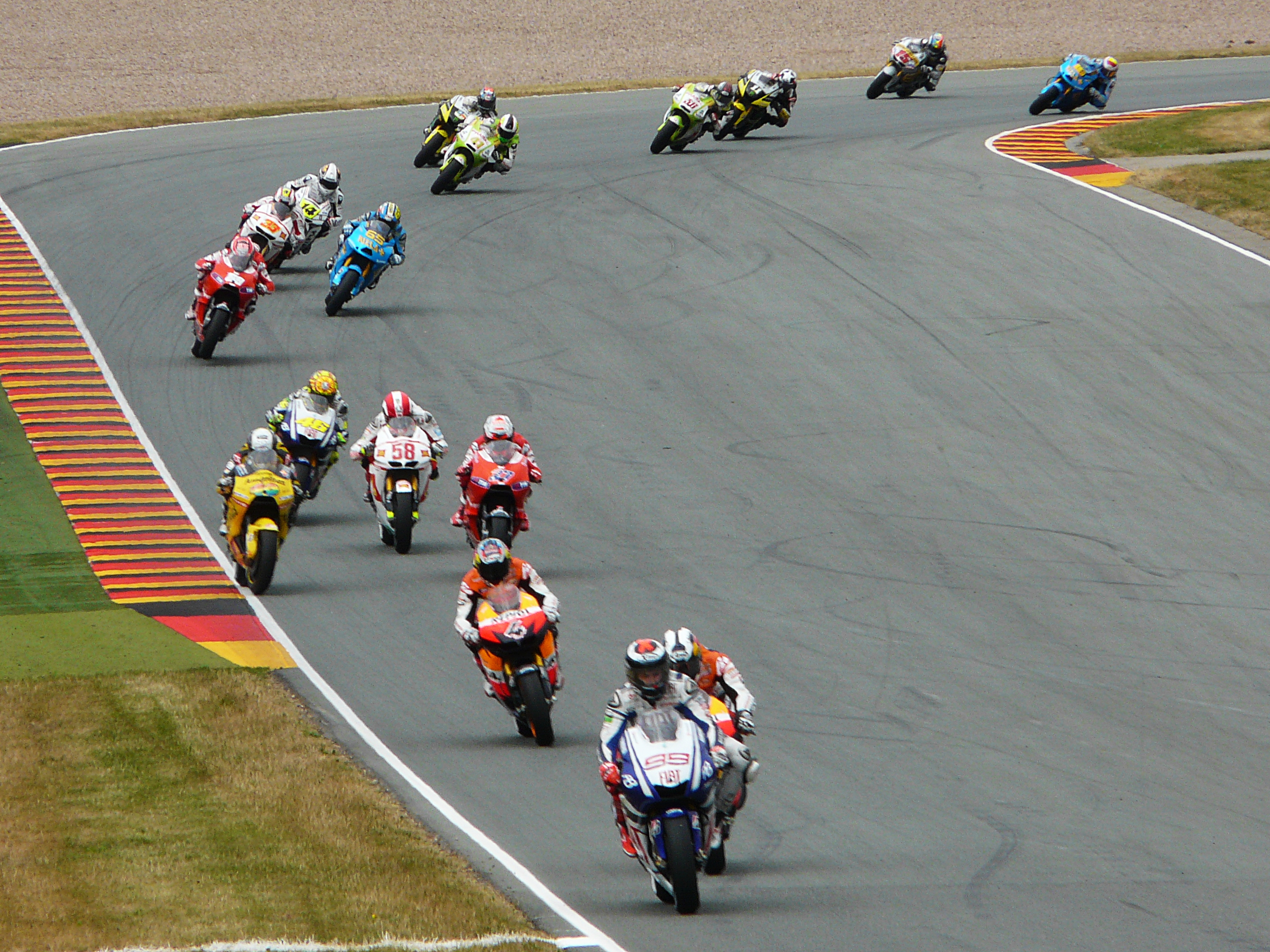
Großer Preis von Deutschland 2010

Der erste Große Preis von Deutschland für Motorräder fand 1925 auf der Berliner AVUS statt. Danach wurde er bis 1939 regelmäßig ausgetragen, zuerst auf der AVUS, dann auf dem Nürburgring und später auf dem Sachsenring, der zunächst „Badberg-Viereck“ genannt wurde. In den Jahren 1927 und 1936 war er als Großer Preis von Europa der F.I.C.M. ausgeschrieben; die Sieger in den jeweiligen Klassen gewannen gleichzeitig die Europameisterschaft, da bis 1937 der Europameister in nur einem Rennen jeweils im Rahmen eines nationalen Motorrad-Grand-Prix ermittelt wurde. Auch 1938 und 1939 gehörte der Große Preis von Deutschland zur Europameisterschaft, die nun aus mehreren Grands Prix bestand, bei denen EM-Punkte vergeben wurden.
Seit 1951 findet der Grand Prix, nach der Wiederaufnahme Deutschlands in die FIM, jährlich statt und wechselte oftmals im Zwei-Jahres-Rhythmus den Austragungsort. In den 1950er- und 1960er-Jahren war Südwestdeutschland mit den Stuttgarter Solitude-Rennen und dem Hockenheimring oft vertreten, dazu kam 1953 einmalig Rund um Schotten auf dem Schottenring in Hessen. Der Hockenheimring war zunächst eine simple Vollgasstrecke mit Spitzkehre im Ort. Durch Bau der Autobahn A6 wurde dieser Teil abgeschnitten und 1966 durch das stadionartige Motodrom ersetzt. Im Gegenzug wurde der aus öffentlichen Straßen bestehende Solitude-Rundkurs als Rennstrecke aufgegeben. Auf dem Nürburgring wurde teils anstatt der bekannteren Nordschleife die kürzere und weniger riskante Südschleife befahren. Nachdem 1970/71 die Nürburgring-Nordschleife umgebaut und mit Leitplanken versehen worden war wechselten sich bis 1980 der Hockenheim- und der Nürburgring im jährlichen Rhythmus ab. Die Südschleife wurde aufgegeben, später wurde dort der Grand-Prix-Kurs gebaut.
Im Jahr 1974 wurde der Deutsche Grand Prix zusammen mit dem Eifelrennen für Automobile auf der Nordschleife ausgetragen, Ende April bei „Eifelwetter“. Aus Brandschutzgründen und wegen großem Aufwand für die lange Strecke wurden keine Strohballen zur Absicherung verwendet, obwohl sie damals bei Motorradrennen üblich waren. Das Training war überschattet durch Stürze (Bill Henderson, Bruno Kneubühler; bereits 1970 war Robin Fitton tödlich verunglückt) und lange Wartezeiten auf Krankenwagen. Wegen der Sicherheitsmängel kam es zum Boykott der Rennen durch sämtliche ausländischen Fahrer. Die Grand-Prix-Rennen wurden daraufhin von deutschen Fahrern gewonnen, die unter normalen (und trockenen) Verhältnissen wohl chancenlos gewesen wären. Der Sieg von Edmund Czihak in der 500-cm³-Klasse ist bis heute der einzige Sieg eines deutschen Fahrers in der Königsklasse.
1984 fand das Rennen erstmals auf dem neu errichteten Grand-Prix-Kurs des Nürburgrings statt. In den 1990er-Jahren nahmen die Zuschauerzahlen – nicht zuletzt infolge der Veranstalterpolitik – stark ab, woraufhin man sich entschied, auf die neu erbaute Strecke des traditionsreichen Sachsenrings zu wechseln. Seit 1998 vermeldet der Sachsenring jährlich neue Zuschauerrekorde, mit über 230.000 Zuschauern am Rennwochenende im Jahr 2011 gehört der Große Preis von Deutschland mittlerweile zu den am besten besuchten Motorrad-WM-Läufen.

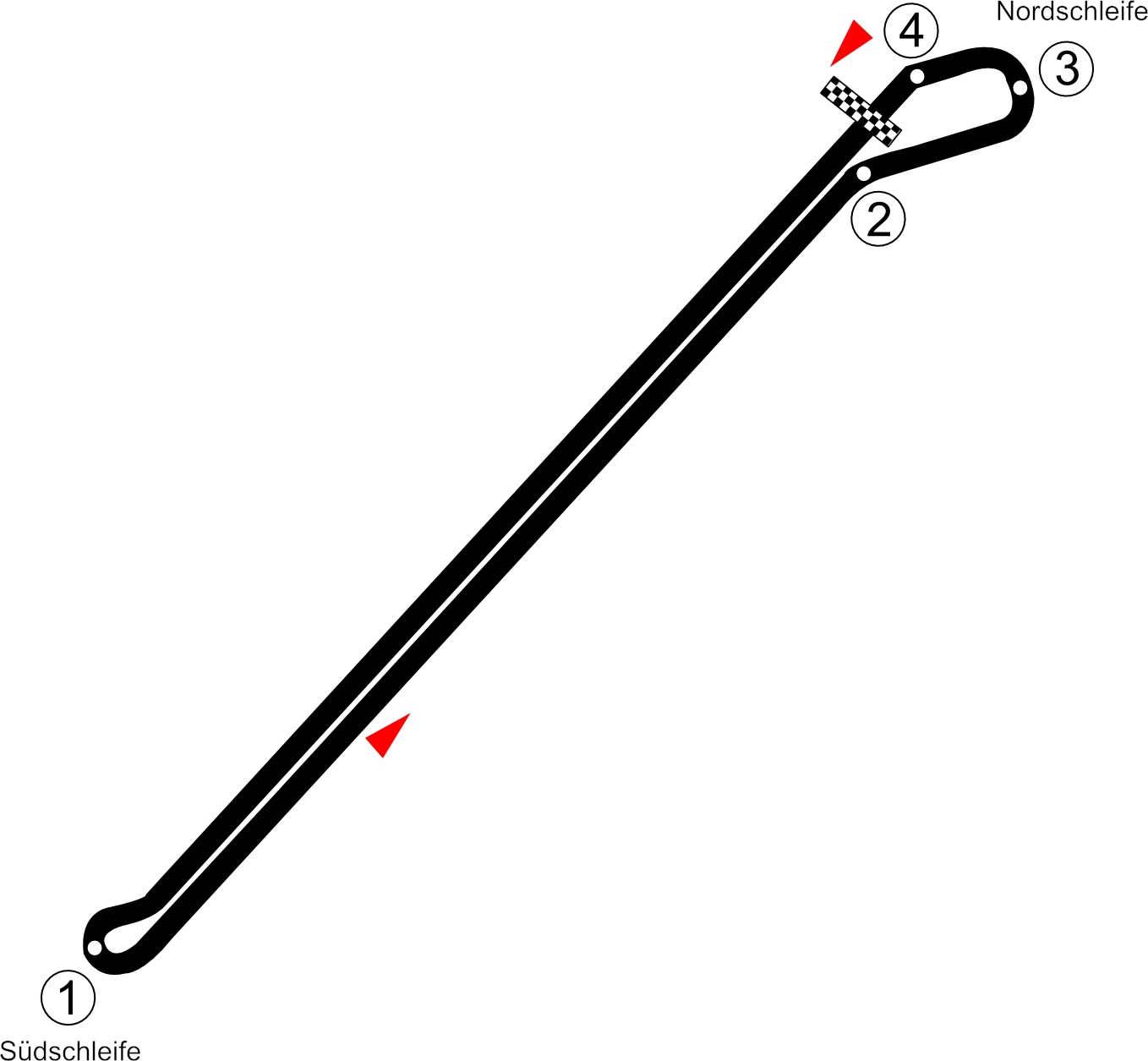
AVUS 1925–1933
Nürburgring-Nordschleife 1927–1958
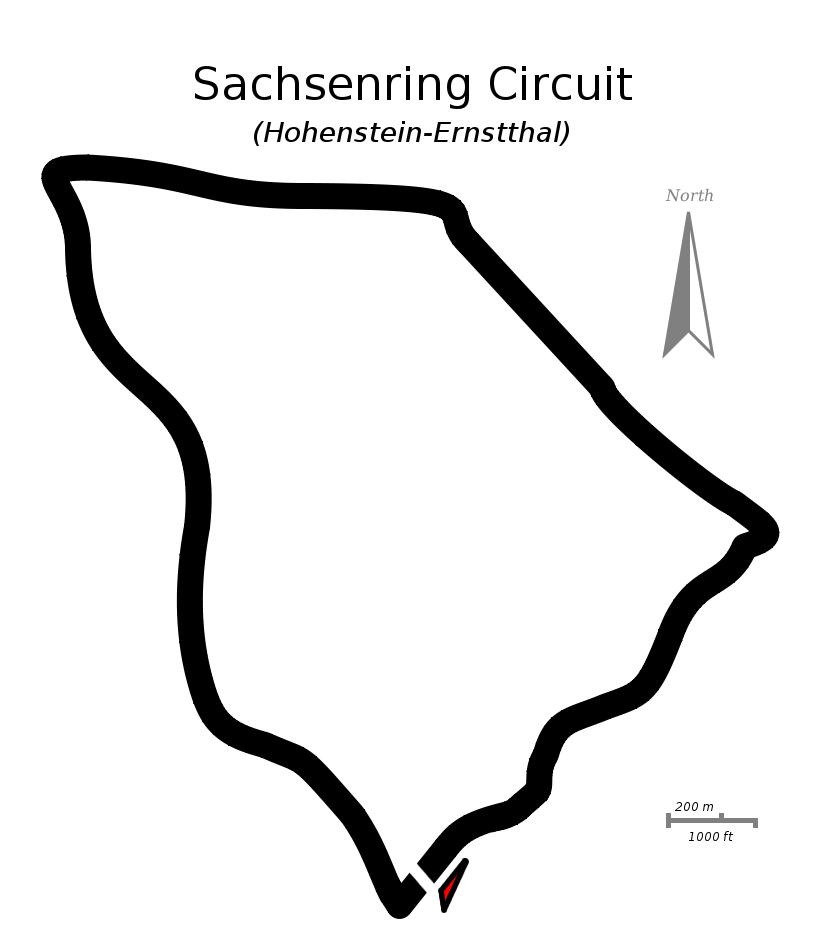
Badberg-Viereck / Sachsenring 1934–1939
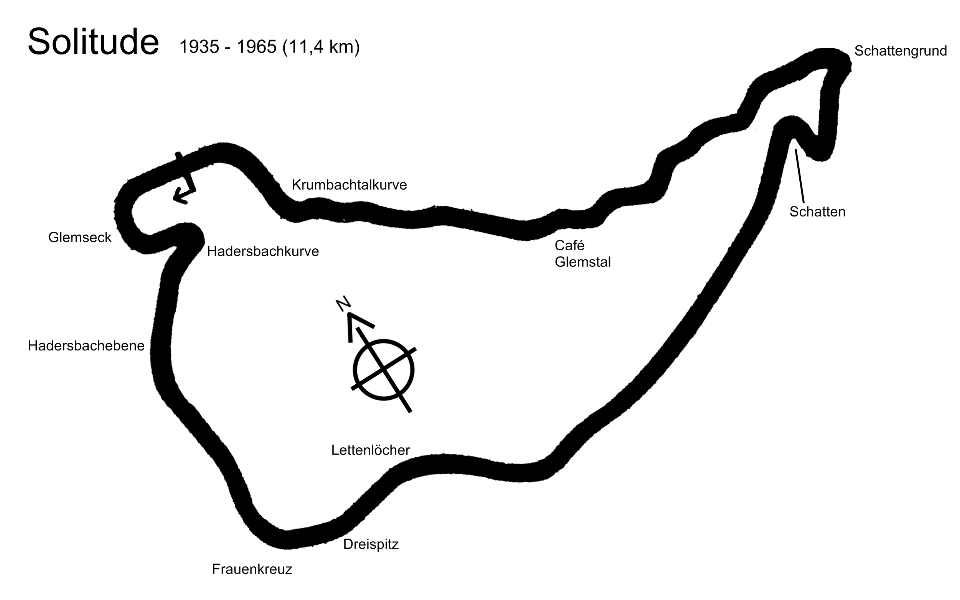
Solitude 1950–1964
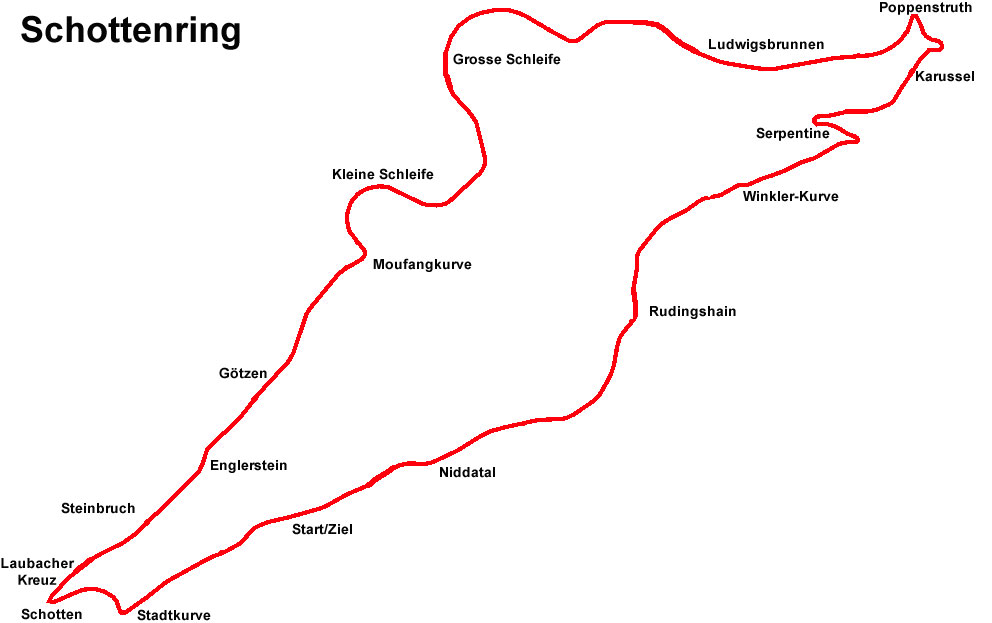
Schottenring 1953
Nürburgring-Südschleife 1965, 1968
Nürburgring-Nordschleife 1970–1982
Nürburgring Grand-Prix-Kurs 1984–1997
Hockenheimring (Motorradvariante) bis 1994
Sachsenring seit 1998 (Streckenvariante ab 2003)

## Statistik

### Von 1925 bis 1939
(gefärbter Hintergrund = als Europameisterschafts-Lauf ausgetragen)
| Auflage | Jahr | Strecke         | Klasse   | Sieger                              |
| ------- | ---- | --------------- | -------- | ----------------------------------- |
| 1       | 1925 | AVUS            | 125 cm³  | Amedeo Ruggeri (G.D.)               |
| 1       | 1925 | AVUS            | 175 cm³  | Willy Zick (Puch)                   |
| 1       | 1925 | AVUS            | 250 cm³  | Cecil Ashby (Zenith)                |
| 1       | 1925 | AVUS            | 350 cm³  | Miro Maffeis (Maffeis-Blackburne)   |
| 1       | 1925 | AVUS            | 500 cm³  | Paul Köppen (BMW)                   |
| 1       | 1925 | AVUS            | 750 cm³  | Erich Tennigkeit (Mabeco)           |
| 1       | 1925 | AVUS            | 1000 cm³ | Paul Kozal (Mabeco)                 |
|         |      |                 |          |                                     |
| 2       | 1926 | AVUS            | 175 cm³  | Kurt Friedrich (DKW)                |
| 2       | 1926 | AVUS            | 250 cm³  | Jock Porter (New Gerrard)           |
| 2       | 1926 | AVUS            | 350 cm³  | Jimmie Simpson (A.J.S.)             |
| 2       | 1926 | AVUS            | 500 cm³  | Josef Stelzer (BMW)                 |
| 2       | 1926 | AVUS            | 750 cm³  | Konrad Leimer (Mabeco)              |
| 2       | 1926 | AVUS            | 1000 cm³ | Konrad Reisdorf (Mabeco)            |
|         |      |                 |          |                                     |
| 3       | 1927 | Nürburgring     | 175 cm³  | Willi Henkelmann (DKW)              |
| 3       | 1927 | Nürburgring     | 250 cm³  | Cecil Ashby (OK-Supreme)            |
| 3       | 1927 | Nürburgring     | 350 cm³  | Jimmie Simpson (A.J.S.)             |
| 3       | 1927 | Nürburgring     | 500 cm³  | Graham Walker (Sunbeam)             |
| 3       | 1927 | Nürburgring     | 750 cm³  | Josef Stelzer (BMW)                 |
| 3       | 1927 | Nürburgring     | 1000 cm³ | Josef Giggenbach (Bayerland-J.A.P.) |
|         |      |                 |          |                                     |
| 4       | 1928 | Nürburgring     | 175 cm³  | Arthur Geiss (DKW)                  |
| 4       | 1928 | Nürburgring     | 250 cm³  | Syd Crabtree (Excelsior)            |
| 4       | 1928 | Nürburgring     | 350 cm³  | Pietro Ghersi (Norton)              |
| 4       | 1928 | Nürburgring     | 500 cm³  | Charlie Dodson (Sunbeam)            |
| 4       | 1928 | Nürburgring     | 1000 cm³ | Franz Heck (Harley-Davidson)        |
|         |      |                 |          |                                     |
| 5       | 1929 | Nürburgring     | 175 cm³  | Arthur Geiss (DKW)                  |
| 5       | 1929 | Nürburgring     | 250 cm³  | Syd Crabtree (Hecker-J.A.P.)        |
| 5       | 1929 | Nürburgring     | 350 cm³  | Wal Handley (Motosacoche)           |
| 5       | 1929 | Nürburgring     | 500 cm³  | Henry Tyrell-Smith (Rudge)          |
| 5       | 1929 | Nürburgring     | 1000 cm³ | Erich Pätzold (Sunbeam)             |
|         |      |                 |          |                                     |
| 6       | 1930 | Nürburgring     | 250 cm³  | Les Crabtree (Excelsior)            |
| 6       | 1930 | Nürburgring     | 350 cm³  | Jimmie Guthrie (Norton)             |
| 6       | 1930 | Nürburgring     | 500 cm³  | Graham Walker (Rudge)               |
| 6       | 1930 | Nürburgring     | 1000 cm³ | Fritz Wiese (BMW)                   |
|         |      |                 |          |                                     |
| 7       | 1931 | Nürburgring     | 250 cm³  | Elvetio Toricelli (Puch)            |
| 7       | 1931 | Nürburgring     | 350 cm³  | Henry Tyrell-Smith (Rudge)          |
| 7       | 1931 | Nürburgring     | 500 cm³  | Stanley Woods (Norton)              |
| 7       | 1931 | Nürburgring     | 1000 cm³ | Rudolf Runtsch (NSU)                |
|         |      |                 |          |                                     |
| 8       | 1933 | AVUS            | 250 cm³  | Charlie Dodson (New Imperial)       |
| 8       | 1933 | AVUS            | 350 cm³  | Ernst Loof (Imperia-Python)         |
| 8       | 1933 | AVUS            | 500 cm³  | Josef Stelzer (BMW)                 |
| 8       | 1933 | AVUS            | 1000 cm³ | Eduard Kratz (BMW)                  |
|         |      |                 |          |                                     |
| 9       | 1934 | Badberg-Viereck | 250 cm³  | Henry Tyrell-Smith (Rudge)          |
| 9       | 1934 | Badberg-Viereck | 350 cm³  | Jimmie Simpson (Norton)             |
| 9       | 1934 | Badberg-Viereck | 500 cm³  | Otto Ley (DKW)                      |
|         |      |                 |          |                                     |
| 10      | 1935 | Badberg-Viereck | 250 cm³  | Walfried Winkler (DKW)              |
| 10      | 1935 | Badberg-Viereck | 350 cm³  | Walter Rusk (Norton)                |
| 10      | 1935 | Badberg-Viereck | 500 cm³  | Jimmie Guthrie (Norton)             |
|         |      |                 |          |                                     |
| 11      | 1936 | Badberg-Viereck | 175 cm³  | kein Starter erreichte das Ziel     |
| 11      | 1936 | Badberg-Viereck | 250 cm³  | Henry Tyrell-Smith (Excelsior)      |
| 11      | 1936 | Badberg-Viereck | 350 cm³  | Freddie Frith (Norton)              |
| 11      | 1936 | Badberg-Viereck | 500 cm³  | Jimmie Guthrie (Norton)             |
|         |      |                 |          |                                     |
| 12      | 1937 | Sachsenring     | 250 cm³  | Ewald Kluge (DKW)                   |
| 12      | 1937 | Sachsenring     | 350 cm³  | Harold Daniell (Norton)             |
| 12      | 1937 | Sachsenring     | 500 cm³  | Karl Gall (BMW)                     |
|         |      |                 |          |                                     |
| 13      | 1938 | Sachsenring     | 250 cm³  | Ewald Kluge (DKW)                   |
| 13      | 1938 | Sachsenring     | 350 cm³  | John White (Norton)                 |
| 13      | 1938 | Sachsenring     | 500 cm³  | Georg Meier (BMW)                   |
|         |      |                 |          |                                     |
| 14      | 1939 | Sachsenring     | 250 cm³  | Nello Pagani (Moto Guzzi)           |
| 14      | 1939 | Sachsenring     | 350 cm³  | Walter Hamelehle (DKW)              |
| 14      | 1939 | Sachsenring     | 500 cm³  | Dorino Serafini (Gilera)            |

### Von 1949 bis 1972
(gefärbter Hintergrund = kein Rennen im Rahmen der Motorrad-Weltmeisterschaft)
| Auflage | Jahr | Strecke                    | Klasse              | Sieger                          | Zweiter                         | Dritter                             | Schn. Rennrunde                 |
| ------- | ---- | -------------------------- | ------------------- | ------------------------------- | ------------------------------- | ----------------------------------- | ------------------------------- |
| –       | 1949 | Grenzlandring              | 250 cm³             | unbekannt                       | unbekannt                       | unbekannt                           | unbekannt                       |
| –       | 1949 | Grenzlandring              | 350 cm³             | Wilhelm Herz (NSU)              | unbekannt                       | unbekannt                           | unbekannt                       |
| –       | 1949 | Grenzlandring              | 500 cm³             | Georg Meier (BMW)               | unbekannt                       | unbekannt                           | unbekannt                       |
| –       | 1949 | Grenzlandring              | Gespanne (600 cm³)  | Böhm / Fuchs (NSU)              | unbekannt                       | unbekannt                           | unbekannt                       |
|         |      |                            |                     |                                 |                                 |                                     |                                 |
| –       | 1950 | Solitude                   | 125 cm³             | Ewald Kluge (DKW)               | unbekannt                       | unbekannt                           | unbekannt                       |
| –       | 1950 | Solitude                   | 250 cm³             | Hein Thorn Prikker (Moto Guzzi) | unbekannt                       | unbekannt                           | unbekannt                       |
| –       | 1950 | Solitude                   | 350 cm³             | Heiner Fleischmann (NSU)        | unbekannt                       | unbekannt                           | unbekannt                       |
| –       | 1950 | Solitude                   | 500 cm³             | Heiner Fleischmann (NSU)        | unbekannt                       | unbekannt                           | unbekannt                       |
| –       | 1950 | Solitude                   | Gespanne (600 cm³)  | Böhm / Fuchs (NSU)              | unbekannt                       | unbekannt                           | unbekannt                       |
| –       | 1950 | Solitude                   | Gespanne (1200 cm³) | Kraus / Huser (BMW)             | unbekannt                       | unbekannt                           | unbekannt                       |
|         |      |                            |                     |                                 |                                 |                                     |                                 |
| 15      | 1951 | Nürburgring                | 125 cm³             | Hermann Paul Müller (DKW)       | unbekannt                       | unbekannt                           | unbekannt                       |
| 15      | 1951 | Nürburgring                | 250 cm³             | Enrico Lorenzetti (Moto Guzzi)  | unbekannt                       | unbekannt                           | unbekannt                       |
| 15      | 1951 | Nürburgring                | 350 cm³             | Geoff Duke (Norton)             | unbekannt                       | unbekannt                           | unbekannt                       |
| 15      | 1951 | Nürburgring                | 500 cm³             | Geoff Duke (Norton)             | unbekannt                       | unbekannt                           | unbekannt                       |
| 15      | 1951 | Nürburgring                | Gespanne (500 cm³)  | Oliver / Dobelli (Norton)       | unbekannt                       | unbekannt                           | unbekannt                       |
| 15      | 1951 | Nürburgring                | Gespanne (750 cm³)  | Kraus / Huser (BMW)             | unbekannt                       | unbekannt                           | unbekannt                       |
|         |      |                            |                     |                                 |                                 |                                     |                                 |
| 16      | 1952 | Solitude                   | 125 cm³             | Werner Haas (NSU)               | Carlo Ubbiali (F.B Mondial)     | Cecil Sandford (MV Agusta)          | Werner Haas (NSU)               |
| 16      | 1952 | Solitude                   | 250 cm³             | Rudi Felgenheier (DKW)          | Hein Thorn Prikker (Moto Guzzi) | Hermann Gablenz (Horex)             | Bruno Ruffo (Moto Guzzi)        |
| 16      | 1952 | Solitude                   | 350 cm³             | Reg Armstrong (Norton)          | Ken Kavanagh (Norton)           | Bill Lomas (A.J.S.)                 | Bill Lomas (A.J.S.)             |
| 16      | 1952 | Solitude                   | 500 cm³             | Reg Armstrong (Norton)          | Ken Kavanagh (Norton)           | Syd Lawton (Norton)                 | Leslie Graham (MV Agusta)       |
| 16      | 1952 | Solitude                   | Gespanne            | Smith / Clements (Norton)       | Merlo / Magri (Gilera)          | Drion / Onslow (Norton)             | Merlo / Magri (Gilera)          |
|         |      |                            |                     |                                 |                                 |                                     |                                 |
| 17      | 1953 | Schottenring               | 125 cm³             | Carlo Ubbiali (MV Agusta)       | Werner Haas (NSU)               | Otto Daiker (NSU)                   | Werner Haas (NSU)               |
| 17      | 1953 | Schottenring               | 250 cm³             | Werner Haas (NSU)               | Alano Montanari (Moto Guzzi)    | August Hobl (DKW)                   | Werner Haas (NSU)               |
| 17      | 1953 | Schottenring               | 350 cm³             | Carlo Bandirola (MV Agusta)     | unbekannt                       | unbekannt                           | unbekannt                       |
| 17      | 1953 | Schottenring               | 500 cm³             | Walter Zeller (BMW)             | unbekannt                       | unbekannt                           | unbekannt                       |
|         |      |                            |                     |                                 |                                 |                                     |                                 |
| 18      | 1954 | Solitude                   | 125 cm³             | Rupert Hollaus (NSU)            | Werner Haas (NSU)               | Carlo Ubbiali (MV Agusta)           | Rupert Hollaus (NSU)            |
| 18      | 1954 | Solitude                   | 250 cm³             | Werner Haas (NSU)               | Rupert Hollaus (NSU)            | Helmut Hallmeier (Adler)            | Rupert Hollaus (NSU)            |
| 18      | 1954 | Solitude                   | 350 cm³             | Ray Amm (Norton)                | Rod Coleman (A.J.S.)            | Jack Brett (Norton)                 | Ken Kavanagh (Moto Guzzi)       |
| 18      | 1954 | Solitude                   | 500 cm³             | Geoff Duke (Gilera)             | Ray Amm (Norton)                | Reg Armstrong (Gilera)              | Geoff Duke (Gilera)             |
| 18      | 1954 | Solitude                   | Gespanne            | Noll / Cron (BMW)               | Merlo / Magri (Gilera)          | Schneider / Strauß (Norton)         | Noll / Cron (BMW)               |
|         |      |                            |                     |                                 |                                 |                                     |                                 |
| 19      | 1955 | Nürburgring (Nordschleife) | 125 cm³             | Carlo Ubbiali (MV Agusta)       | Luigi Taveri (MV Agusta)        | Remo Venturi (MV Agusta)            | Carlo Ubbiali (MV Agusta)       |
| 19      | 1955 | Nürburgring (Nordschleife) | 250 cm³             | Hermann Paul Müller (NSU)       | Wolfgang Brand (NSU)            | Cecil Sandford (Moto Guzzi)         | Hermann Paul Müller (NSU)       |
| 19      | 1955 | Nürburgring (Nordschleife) | 350 cm³             | Bill Lomas (Moto Guzzi)         | August Hobl (DKW)               | John Surtees (Norton)               | Bill Lomas (Moto Guzzi)         |
| 19      | 1955 | Nürburgring (Nordschleife) | 500 cm³             | Geoff Duke (Gilera)             | Walter Zeller (BMW)             | Carlo Bandirola (MV Agusta)         | Geoff Duke (Gilera)             |
| 19      | 1955 | Nürburgring (Nordschleife) | Gespanne            | Faust / Remmert (BMW)           | Noll / Cron (BMW)               | Schneider / Grunwald (BMW)          | Faust / Remmert (BMW)           |
|         |      |                            |                     |                                 |                                 |                                     |                                 |
| 20      | 1956 | Solitude                   | 125 cm³             | Romolo Ferri (Gilera)           | Carlo Ubbiali (MV Agusta)       | Tarquinio Provini (F.B Mondial)     | Romolo Ferri (Gilera)           |
| 20      | 1956 | Solitude                   | 250 cm³             | Carlo Ubbiali (MV Agusta)       | Luigi Taveri (MV Agusta)        | Remo Venturi (MV Agusta)            | Carlo Ubbiali (MV Agusta)       |
| 20      | 1956 | Solitude                   | 350 cm³             | Bill Lomas (Moto Guzzi)         | August Hobl (DKW)               | Dickie Dale (Moto Guzzi)            | Bill Lomas (Moto Guzzi)         |
| 20      | 1956 | Solitude                   | 500 cm³             | Reg Armstrong (Gilera)          | Umberto Masetti (MV Agusta)     | Pierre Monneret (Gilera)            | Bill Lomas (Moto Guzzi)         |
| 20      | 1956 | Solitude                   | Gespanne            | Noll / Cron (BMW)               | Hillebrand / Grunwald (BMW)     | Fath / Ohr (BMW)                    | Noll / Cron (BMW)               |
|         |      |                            |                     |                                 |                                 |                                     |                                 |
| 21      | 1957 | Hockenheimring             | 125 cm³             | Carlo Ubbiali (MV Agusta)       | Tarquinio Provini (F.B Mondial) | Roberto Colombo (MV Agusta)         | Tarquinio Provini (F.B Mondial) |
| 21      | 1957 | Hockenheimring             | 250 cm³             | Carlo Ubbiali (MV Agusta)       | Roberto Colombo (MV Agusta)     | Cecil Sandford (F.B Mondial)        | Carlo Ubbiali (MV Agusta)       |
| 21      | 1957 | Hockenheimring             | 350 cm³             | Libero Liberati (Gilera)        | John Hartle (Norton)            | Helmut Hallmeier (NSU)              | Bob McIntyre (Gilera)           |
| 21      | 1957 | Hockenheimring             | 500 cm³             | Libero Liberati (Gilera)        | Bob McIntyre (Gilera)           | Walter Zeller (BMW)                 | Bob McIntyre (Gilera)           |
| 21      | 1957 | Hockenheimring             | Gespanne            | Hillebrand / Grunwald (BMW)     | Schneider / Strauß (BMW)        | Knebel / Amfaldern (BMW)            | Hillebrand / Grunwald (BMW)     |
|         |      |                            |                     |                                 |                                 |                                     |                                 |
| 22      | 1958 | Nürburgring (Nordschleife) | 125 cm³             | Carlo Ubbiali (MV Agusta)       | Tarquinio Provini (MV Agusta)   | Ernst Degner (MZ)                   | Carlo Ubbiali (MV Agusta)       |
| 22      | 1958 | Nürburgring (Nordschleife) | 250 cm³             | Tarquinio Provini (MV Agusta)   | Horst Fügner (MZ)               | Dieter Falk (Adler)                 | Tarquinio Provini (MV Agusta)   |
| 22      | 1958 | Nürburgring (Nordschleife) | 350 cm³             | John Surtees (MV Agusta)        | John Hartle (MV Agusta)         | Dave Chadwick (Norton)              | John Surtees (MV Agusta)        |
| 22      | 1958 | Nürburgring (Nordschleife) | 500 cm³             | John Surtees (MV Agusta)        | John Hartle (MV Agusta)         | Gary Hocking (Norton)               | John Surtees (MV Agusta)        |
| 22      | 1958 | Nürburgring (Nordschleife) | Gespanne            | Schneider / Strauß (BMW)        | Camathias / Cecco (BMW)         | Richter / Klim (BMW)                | Schneider / Strauß (BMW)        |
|         |      |                            |                     |                                 |                                 |                                     |                                 |
| 23      | 1959 | Hockenheimring             | 125 cm³             | Carlo Ubbiali (MV Agusta)       | Tarquinio Provini (MV Agusta)   | Mike Hailwood (Ducati)              | Carlo Ubbiali (MV Agusta)       |
| 23      | 1959 | Hockenheimring             | 250 cm³             | Carlo Ubbiali (MV Agusta)       | Emilio Mendogni (Morini)        | Horst Fügner (MZ)                   | Emilio Mendogni (Morini)        |
| 23      | 1959 | Hockenheimring             | 350 cm³             | John Surtees (MV Agusta)        | Gary Hocking (Norton)           | Ernesto Brambilla (MV Agusta)       | John Surtees (MV Agusta)        |
| 23      | 1959 | Hockenheimring             | 500 cm³             | John Surtees (MV Agusta)        | Remo Venturi (MV Agusta)        | Bob Brown (Norton)                  | John Surtees (MV Agusta)        |
| 23      | 1959 | Hockenheimring             | Gespanne            | Camathias / Cecco (BMW)         | Schneider / Strauß (BMW)        | Deubel / Höhler (BMW)               | Schneider / Strauß (BMW)        |
|         |      |                            |                     |                                 |                                 |                                     |                                 |
| 24      | 1960 | Solitude                   | 250 cm³             | Gary Hocking (MV Agusta)        | Carlo Ubbiali (MV Agusta)       | Kenjiro Tanaka (Honda)              | Gary Hocking (MV Agusta)        |
| 24      | 1960 | Solitude                   | 500 cm³             | John Surtees (MV Agusta)        | Remo Venturi (MV Agusta)        | Emilio Mendogni (MV Agusta)         | John Surtees (MV Agusta)        |
| 24      | 1960 | Solitude                   | Gespanne            | Fath / Wohlgemuth (BMW)         | Camathias / Rüfenacht (BMW)     | Scheidegger / Burkhardt (BMW)       | Fath / Wohlgemuth (BMW)         |
|         |      |                            |                     |                                 |                                 |                                     |                                 |
| 25      | 1961 | Hockenheimring             |                     |                                 |                                 |                                     |                                 |
| 25      | 1961 | Hockenheimring             | 50 cm³              | Miro Zelnik (Tomos)             | Hans Georg Anscheidt (Kreidler) | Karl Kronmüller (Tomos)             | unbekannt                       |
| 25      | 1961 | Hockenheimring             | 125 cm³             | Ernst Degner (MZ)               | Alan Shepherd (MZ)              | Walter Brehme (MZ)                  | Ernst Degner (MZ)               |
| 25      | 1961 | Hockenheimring             | 250 cm³             | Kunimitsu Takahashi (Honda)     | Jim Redman (Honda)              | Tarquinio Provini (Morini)          | Kunimitsu Takahashi (Honda)     |
| 25      | 1961 | Hockenheimring             | 350 cm³             | František Šťastný (Jawa)        | Gustav Havel (Jawa)             | Rudi Thalhammer (Norton)            | František Šťastný (Jawa)        |
| 25      | 1961 | Hockenheimring             | 500 cm³             | Gary Hocking (MV Agusta)        | Frank Perris (Norton)           | Hans-Günter Jäger (BMW)             | Gary Hocking (MV Agusta)        |
| 25      | 1961 | Hockenheimring             | Gespanne            | Deubel / Hörner (BMW)           | Scheidegger / Burkhardt (BMW)   | Kölle / Hess (BMW)                  | Deubel / Hörner (BMW)           |
|         |      |                            |                     |                                 |                                 |                                     |                                 |
| 26      | 1962 | Solitude                   | 50 cm³              | Ernst Degner (Suzuki)           | Hans Georg Anscheidt (Kreidler) | Mitsuo Itō (Suzuki)                 | Ernst Degner (Suzuki)           |
| 26      | 1962 | Solitude                   | 125 cm³             | Luigi Taveri (Honda)            | Tommy Robb (Honda)              | Mike Hailwood (EMC)                 | Luigi Taveri (Honda)            |
| 26      | 1962 | Solitude                   | 250 cm³             | Jim Redman (Honda)              | Bob McIntyre (Honda)            | Kenjiro Tanaka (Honda)              | Jim Redman (Honda)              |
| 26      | 1962 | Solitude                   | Gespanne            | Deubel / Hörner (BMW)           | Camathias / Winter (BMW)        | Scheidegger / Robinson (BMW)        | Deubel / Hörner (BMW)           |
|         |      |                            |                     |                                 |                                 |                                     |                                 |
| 27      | 1963 | Hockenheimring             | 50 cm³              | Hugh Anderson (Suzuki)          | Isao Morishita (Suzuki)         | Ernst Degner (Suzuki)               | Isao Morishita (Suzuki)         |
| 27      | 1963 | Hockenheimring             | 125 cm³             | Ernst Degner (Suzuki)           | Hugh Anderson (Suzuki)          | László Szabó (MZ)                   | Ernst Degner (Suzuki)           |
| 27      | 1963 | Hockenheimring             | 250 cm³             | Tarquinio Provini (Morini)      | Tommy Robb (Honda)              | Jim Redman (Honda)                  | Tarquinio Provini (Morini)      |
| 27      | 1963 | Hockenheimring             | 350 cm³             | Jim Redman (Honda)              | Remo Venturi (Bianchi)          | Phil Read (Gilera)                  | Jim Redman (Honda)              |
| 27      | 1963 | Hockenheimring             | Gespanne            | Camathias / Herzig (FCS)        | Auerbacher / Heim (BMW)         | Scheidegger / Robinson (BMW)        | Camathias / Herzig (FCS)        |
|         |      |                            |                     |                                 |                                 |                                     |                                 |
| 28      | 1964 | Solitude                   | 50 cm³              | Ralph Bryans (Honda)            | Isao Morishita (Honda)          | Mitsuo Itō (Honda)                  | Ralph Bryans (Honda)            |
| 28      | 1964 | Solitude                   | 125 cm³             | Jim Redman (Honda)              | Luigi Taveri (Honda)            | Walter Scheimann (Honda)            | Hugh Anderson (Suzuki)          |
| 28      | 1964 | Solitude                   | 250 cm³             | Phil Read (Yamaha)              | Jim Redman (Honda)              | Mike Duff (Yamaha)                  | Phil Read (Yamaha)              |
| 28      | 1964 | Solitude                   | 350 cm³             | Jim Redman (Honda)              | Bruce Beale (Honda)             | Mike Duff (A.J.S.)                  | Jim Redman (Honda)              |
| 28      | 1964 | Solitude                   | 500 cm³             | Mike Hailwood (MV Agusta)       | Jack Ahearn (Norton)            | Phil Read (Matchless)               | Mike Hailwood (MV Agusta)       |
| 28      | 1964 | Solitude                   | Gespanne            | Scheidegger / Robinson (BMW)    | Deubel / Hörner (BMW)           | Auerbacher / Heim (BMW)             | Deubel / Hörner (BMW)           |
|         |      |                            |                     |                                 |                                 |                                     |                                 |
| 29      | 1965 | Nürburgring (Südschleife)  | 50 cm³              | Ralph Bryans (Honda)            | Luigi Taveri (Honda)            | Hugh Anderson (Suzuki)              | Luigi Taveri (Honda)            |
| 29      | 1965 | Nürburgring (Südschleife)  | 125 cm³             | Hugh Anderson (Suzuki)          | Frank Perris (Suzuki)           | Ramón Torras (Bultaco)              | Hugh Anderson (Suzuki)          |
| 29      | 1965 | Nürburgring (Südschleife)  | 250 cm³             | Phil Read (Yamaha)              | Mike Duff (Yamaha)              | Ramón Torras (Bultaco)              | Phil Read (Yamaha)              |
| 29      | 1965 | Nürburgring (Südschleife)  | 350 cm³             | Giacomo Agostini (MV Agusta)    | Mike Hailwood (MV Agusta)       | Gustav Havel (Jawa-CZ)              | Giacomo Agostini (MV Agusta)    |
| 29      | 1965 | Nürburgring (Südschleife)  | 500 cm³             | Giacomo Agostini (MV Agusta)    | Mike Hailwood (MV Agusta)       | Walter Scheimann (Matchless)        | Giacomo Agostini (MV Agusta)    |
| 29      | 1965 | Nürburgring (Südschleife)  | Gespanne            | Scheidegger / Robinson (BMW)    | Schauzu / Schneider (BMW)       | Butscher / Kalauch (BMW)            | Scheidegger / Robinson (BMW)    |
|         |      |                            |                     |                                 |                                 |                                     |                                 |
| 30      | 1966 | Hockenheimring             | 50 cm³              | Hans Georg Anscheidt (Suzuki)   | Ralph Bryans (Honda)            | Hugh Anderson (Suzuki)              | Hans Georg Anscheidt (Suzuki)   |
| 30      | 1966 | Hockenheimring             | 125 cm³             | Luigi Taveri (Honda)            | Ralph Bryans (Honda)            | Phil Read (Yamaha)                  | Luigi Taveri (Honda)            |
| 30      | 1966 | Hockenheimring             | 250 cm³             | Mike Hailwood (Honda)           | Jim Redman (Honda)              | Bill Ivy (Yamaha)                   | Jim Redman (Honda)              |
| 30      | 1966 | Hockenheimring             | 350 cm³             | Mike Hailwood (Honda)           | Tarquinio Provini (Benelli)     | Bruce Beale (Honda)                 | Mike Hailwood (Honda)           |
| 30      | 1966 | Hockenheimring             | 500 cm³             | Jim Redman (Honda)              | Giacomo Agostini (MV Agusta)    | Gyula Marsovszky (Matchless)        | Jim Redman (Honda)              |
| 30      | 1966 | Hockenheimring             | Gespanne            | Scheidegger / Robinson (BMW)    | Deubel / Hörner (BMW)           | Seeley / Rawlings (BMW)             | Scheidegger / Robinson (BMW)    |
|         |      |                            |                     |                                 |                                 |                                     |                                 |
| 31      | 1967 | Hockenheimring             | 50 cm³              | Hans Georg Anscheidt (Suzuki)   | Rudolf Schmälzle (Kreidler)     | Josep Busquets (Derbi)              | Hans Georg Anscheidt (Suzuki)   |
| 31      | 1967 | Hockenheimring             | 125 cm³             | Yoshimi Katayama (Suzuki)       | Hans Georg Anscheidt (Suzuki)   | László Szabó (MZ)                   | Bill Ivy (Yamaha)               |
| 31      | 1967 | Hockenheimring             | 250 cm³             | Ralph Bryans (Honda)            | Phil Read (Yamaha)              | Heinz Rosner (MZ)                   | Bill Ivy (Yamaha)               |
| 31      | 1967 | Hockenheimring             | 350 cm³             | Mike Hailwood (Honda)           | Giacomo Agostini (MV Agusta)    | Renzo Pasolini (Benelli)            | Mike Hailwood (Honda)           |
| 31      | 1967 | Hockenheimring             | 500 cm³             | Giacomo Agostini (MV Agusta)    | Peter Williams (Matchless)      | Jack Findlay (Matchless)            | Giacomo Agostini (MV Agusta)    |
| 31      | 1967 | Hockenheimring             | Gespanne            | Enders / Engelhardt (BMW)       | Auerbacher / Dein (BMW)         | Wakefield / Milton (BMW)            | Enders / Engelhardt (BMW)       |
|         |      |                            |                     |                                 |                                 |                                     |                                 |
| 32      | 1968 | Nürburgring (Südschleife)  | 50 cm³              | Hans Georg Anscheidt (Suzuki)   | Rudolf Kunz (Kreidler)          | Rudolf Schmälzle (Kreidler)         | Hans Georg Anscheidt (Suzuki)   |
| 32      | 1968 | Nürburgring (Südschleife)  | 125 cm³             | Phil Read (Yamaha)              | Hans Georg Anscheidt (Suzuki)   | Siegfried Möhringer (Neckermann-MZ) | Bill Ivy (Yamaha)               |
| 32      | 1968 | Nürburgring (Südschleife)  | 250 cm³             | Bill Ivy (Yamaha)               | Ginger Molloy (Bultaco)         | Kent Andersson (Yamaha)             | Bill Ivy (Yamaha)               |
| 32      | 1968 | Nürburgring (Südschleife)  | 350 cm³             | Giacomo Agostini (MV Agusta)    | Renzo Pasolini (Benelli)        | Kel Carruthers (Aermacchi)          | Giacomo Agostini (MV Agusta)    |
| 32      | 1968 | Nürburgring (Südschleife)  | 500 cm³             | Giacomo Agostini (MV Agusta)    | Dan Shorey (Norton)             | Peter Williams (Matchless)          | Giacomo Agostini (MV Agusta)    |
| 32      | 1968 | Nürburgring (Südschleife)  | Gespanne            | Fath / Kalauch (URS)            | Auerbacher / Hahn (BMW)         | Schauzu / Schneider (BMW)           | Enders / Engelhardt (BMW)       |
|         |      |                            |                     |                                 |                                 |                                     |                                 |
| 33      | 1969 | Hockenheimring             | 50 cm³              | Aalt Toersen (Kreidler)         | Jan de Vries (Kreidler)         | Barry Smith (Derbi)                 | Aalt Toersen (Kreidler)         |
| 33      | 1969 | Hockenheimring             | 125 cm³             | Dave Simmonds (Kawasaki)        | Dieter Braun (Suzuki)           | Heinz Kriwanek (Rotax)              | Dieter Braun (Suzuki)           |
| 33      | 1969 | Hockenheimring             | 250 cm³             | Kent Andersson (Yamaha)         | Lothar John (Suzuki)            | Klaus Huber (Yamaha)                | Heinz Rosner (MZ)               |
| 33      | 1969 | Hockenheimring             | 350 cm³             | Giacomo Agostini (MV Agusta)    | Bill Ivy (Jawa)                 | František Šťastný (Jawa)            | Giacomo Agostini (MV Agusta)    |
| 33      | 1969 | Hockenheimring             | 500 cm³             | Giacomo Agostini (MV Agusta)    | Karl Hoppe (Métisse)            | Jack Findlay (Linto)                | Giacomo Agostini (MV Agusta)    |
| 33      | 1969 | Hockenheimring             | Gespanne            | Enders / Engelhardt (BMW)       | Linnarz / Kühnemund (BMW)       | Butscher / Huber (BMW)              | Fath / Kalauch (URS)            |
|         |      |                            |                     |                                 |                                 |                                     |                                 |
| 34      | 1970 | Nürburgring (Nordschleife) | 50 cm³              | Ángel Nieto (Derbi)             | Rudolf Kunz (Kreidler)          | Gilberto Parlotti (Tomos)           | Ángel Nieto (Derbi)             |
| 34      | 1970 | Nürburgring (Nordschleife) | 125 cm³             | John Dodds (Aermacchi)          | Heinz Kriwanek (Rotax)          | Walter Sommer (Yamaha)              | László Szabó (MZ)               |
| 34      | 1970 | Nürburgring (Nordschleife) | 250 cm³             | Kel Carruthers (Yamaha)         | Klaus Huber (Yamaha)            | Chas Mortimer (Yamaha)              | Klaus Huber (Yamaha)            |
| 34      | 1970 | Nürburgring (Nordschleife) | 350 cm³             | Giacomo Agostini (MV Agusta)    | Kel Carruthers (Yamaha)         | Chas Mortimer (Broad-Yamaha)        | Giacomo Agostini (MV Agusta)    |
| 34      | 1970 | Nürburgring (Nordschleife) | 500 cm³             | Giacomo Agostini (MV Agusta)    | Alan Barnett (Seeley)           | Tommy Robb (Seeley)                 | Giacomo Agostini (MV Agusta)    |
| 34      | 1970 | Nürburgring (Nordschleife) | Gespanne            | Auerbacher / Hahn (BMW)         | Luthringshauser / Cusnik (BMW)  | Wegener / Heinrichs (BMW)           | Enders / Kalauch (BMW)          |
|         |      |                            |                     |                                 |                                 |                                     |                                 |
| 35      | 1971 | Hockenheimring             | 50 cm³              | Jan de Vries (Kreidler)         | Rudolf Kunz (Kreidler)          | Ángel Nieto (Derbi)                 | Jan de Vries (Kreidler)         |
| 35      | 1971 | Hockenheimring             | 125 cm³             | Dave Simmonds (Kawasaki)        | Gilberto Parlotti (Morbidelli)  | Kent Andersson (Yamaha)             | Ángel Nieto (Derbi)             |
| 35      | 1971 | Hockenheimring             | 250 cm³             | Phil Read (Yamaha)              | Klaus Huber (Yamaha)            | John Dodds (Yamaha)                 | Phil Read (Yamaha)              |
| 35      | 1971 | Hockenheimring             | 350 cm³             | Giacomo Agostini (MV Agusta)    | László Szabó (Yamaha)           | Paul Smart (Yamaha)                 | Giacomo Agostini (MV Agusta)    |
| 35      | 1971 | Hockenheimring             | 500 cm³             | Giacomo Agostini (MV Agusta)    | Rob Bron (Suzuki)               | Ron Chandler (Kawasaki)             | Giacomo Agostini (MV Agusta)    |
| 35      | 1971 | Hockenheimring             | Gespanne            | Auerbacher / Hahn (BMW)         | Butscher / Huber (BMW)          | Wegener / Heinrichs (BMW)           | Schauzu / Kalauch (BMW)         |
|         |      |                            |                     |                                 |                                 |                                     |                                 |
| 36      | 1972 | Nürburgring (Nordschleife) | 50 cm³              | Jan de Vries (Kreidler)         | Ángel Nieto (Derbi)             | Börje Jansson (Jamathi)             | Ángel Nieto (Derbi)             |
| 36      | 1972 | Nürburgring (Nordschleife) | 125 cm³             | Gilberto Parlotti (Morbidelli)  | Chas Mortimer (Yamaha)          | Börje Jansson (Maico)               | Gilberto Parlotti (Morbidelli)  |
| 36      | 1972 | Nürburgring (Nordschleife) | 250 cm³             | Hideo Kanaya (Yamaha)           | Dieter Braun (Maico)            | Jarno Saarinen (Yamaha)             | Hideo Kanaya (Yamaha)           |
| 36      | 1972 | Nürburgring (Nordschleife) | 350 cm³             | Jarno Saarinen (Yamaha)         | Giacomo Agostini (MV Agusta)    | Hideo Kanaya (Yamaha)               | Jarno Saarinen (Yamaha)         |
| 36      | 1972 | Nürburgring (Nordschleife) | 500 cm³             | Giacomo Agostini (MV Agusta)    | Alberto Pagani (MV Agusta)      | Kim Newcombe (König)                | Giacomo Agostini (MV Agusta)    |
| 36      | 1972 | Nürburgring (Nordschleife) | Gespanne            | Schauzu / Kalauch (BMW)         | Luthringshauser / Cusnik (BMW)  | Wegener / Heinrichs (BMW)           | Schauzu / Kalauch (BMW)         |

### Seit 1973
| Auflage | Jahr | Strecke                    | Klasse                                | Sieger                                | Zweiter                               | Dritter                                | Pole-Position                         | Schn. Rennrunde                       |
| ------- | ---- | -------------------------- | ------------------------------------- | ------------------------------------- | ------------------------------------- | -------------------------------------- | ------------------------------------- | ------------------------------------- |
| 37      | 1973 | Hockenheimring             | 50 cm³                                | Theo Timmer (Jamathi)                 | Henk van Kessel (Kreidler)            | Wolfgang Gedlich (Kreidler)            | Jan de Vries (Kreidler)               | Jan de Vries (Kreidler)               |
| 37      | 1973 | Hockenheimring             | 125 cm³                               | Kent Andersson (Yamaha)               | Ángel Nieto (Morbidelli)              | Jos Schurgers (Bridgestone)            | Kent Andersson (Yamaha)               | Kent Andersson (Yamaha)               |
| 37      | 1973 | Hockenheimring             | 250 cm³                               | Jarno Saarinen (Yamaha)               | Hideo Kanaya (Yamaha)                 | Teuvo Länsivuori (Yamaha)              | Jarno Saarinen (Yamaha)               | Jarno Saarinen (Yamaha)               |
| 37      | 1973 | Hockenheimring             | 350 cm³                               | Teuvo Länsivuori (Yamaha)             | Víctor Palomo (Yamaha)                | Pentti Korhonen (Yamaha)               | John Dodds (Yamaha)                   | Giacomo Agostini (MV Agusta)          |
| 37      | 1973 | Hockenheimring             | 500 cm³                               | Phil Read (MV Agusta)                 | Werner Giger (Yamaha)                 | Ernst Hiller (König)                   | Jarno Saarinen (Yamaha)               | Jarno Saarinen (Yamaha)               |
| 37      | 1973 | Hockenheimring             | Gespanne                              | Enders / Engelhardt (Busch-BMW)       | Schwärzel / Kleis (König)             | Vanneste / Vanneste (BMW)              | Gawley / Sales (König)                | Enders / Engelhardt (Busch-BMW)       |
|         |      |                            |                                       |                                       |                                       |                                        |                                       |                                       |
| 38      | 1974 | Nürburgring (Nordschleife) | 50 cm³                                | Ingo Emmerich (Kreidler)              | Arnulf Teuchert (Kreidler)            | Wolfgang Golembeck (Kreidler)          | nicht vergeben                        | Ingo Emmerich (Kreidler)              |
| 38      | 1974 | Nürburgring (Nordschleife) | 125 cm³                               | Fritz Reitmeier (Maico)               | Wolfgang Rubel (Maico)                | Hans Dittberner (Maico)                | nicht vergeben                        | Fritz Reitmeier (Maico)               |
| 38      | 1974 | Nürburgring (Nordschleife) | 250 cm³                               | Helmut Kassner (Yamaha)               | Horst Lahfeld (Yamaha)                | Karl Hoffmann (Yamaha)                 | nicht vergeben                        | Helmut Kassner (Yamaha)               |
| 38      | 1974 | Nürburgring (Nordschleife) | 350 cm³                               | Helmut Kassner (Yamaha)               | Wolfgang Stephan (Yamaha)             | Franz Weidacher (Yamaha)               | nicht vergeben                        | Helmut Kassner (Yamaha)               |
| 38      | 1974 | Nürburgring (Nordschleife) | 500 cm³                               | Edmund Czihak (Yamaha)                | Helmut Kassner (Yamaha)               | Walter Kaletsch (Yamaha)               | nicht vergeben                        | Edmund Czihak (Yamaha)                |
| 38      | 1974 | Nürburgring (Nordschleife) | Gespanne                              | Schwärzel / Kleis (König)             | Enders / Engelhardt (Busch Spezial)   | Schauzu / Kalauch (BMW)                | Schwärzel / Kleis (König)             | Schwärzel / Kleis (König)             |
|         |      |                            |                                       |                                       |                                       |                                        |                                       |                                       |
| 39      | 1975 | Hockenheimring             | 50 cm³                                | Ángel Nieto (Kreidler)                | Eugenio Lazzarini (Piovaticci)        | Julien van Zeebroeck (Kreidler)        | Eugenio Lazzarini (Piovaticci)        | Ángel Nieto (Kreidler)                |
| 39      | 1975 | Hockenheimring             | 125 cm³                               | Paolo Pileri (Morbidelli)             | Pier Paolo Bianchi (Morbidelli)       | Kent Andersson (Yamaha)                | Pier Paolo Bianchi (Morbidelli)       | Pier Paolo Bianchi (Morbidelli)       |
| 39      | 1975 | Hockenheimring             | 250 cm³                               | Walter Villa (Harley-Davidson)        | Michel Rougerie (Harley-Davidson)     | Víctor Palomo (Yamaha)                 | Walter Villa (Harley-Davidson)        | Walter Villa (Harley-Davidson)        |
| 39      | 1975 | Hockenheimring             | 350 cm³                               | Johnny Cecotto (Yamaha)               | Dieter Braun (Yamaha)                 | Pentti Korhonen (Yamaha)               | Giacomo Agostini (Yamaha)             | Johnny Cecotto (Yamaha)               |
| 39      | 1975 | Hockenheimring             | 500 cm³                               | Giacomo Agostini (Yamaha)             | Phil Read (MV Agusta)                 | Teuvo Länsivuori (Suzuki)              | Teuvo Länsivuori (Suzuki)             | Giacomo Agostini (Yamaha)             |
| 39      | 1975 | Hockenheimring             | Gespanne                              | Biland / Freiburghaus (Seymaz-Yamaha) | Schwärzel / Huber (König)             | Steinhausen / Huber (Busch-König)      | Biland / Freiburghaus (Seymaz-Yamaha) | Biland / Freiburghaus (Seymaz-Yamaha) |
|         |      |                            |                                       |                                       |                                       |                                        |                                       |                                       |
| 40      | 1976 | Nürburgring (Nordschleife) | 50 cm³                                | Ángel Nieto (Bultaco)                 | Herbert Rittberger (Kreidler)         | Ulrich Graf (Kreidler)                 | Ulrich Graf (Kreidler)                | Ángel Nieto (Bultaco)                 |
| 40      | 1976 | Nürburgring (Nordschleife) | 125 cm³                               | Toni Mang (Morbidelli)                | Walter Koschine (Maico)               | Julien van Zeebroeck (Morbidelli)      | Pier Paolo Bianchi (Morbidelli)       | Toni Mang (Morbidelli)                |
| 40      | 1976 | Nürburgring (Nordschleife) | 250 cm³                               | Walter Villa (Harley-Davidson)        | Kork Ballington (Yamaha)              | Jon Ekerold (Yamaha)                   | Walter Villa (Harley-Davidson)        | Walter Villa (Harley-Davidson)        |
| 40      | 1976 | Nürburgring (Nordschleife) | 350 cm³                               | Walter Villa (Harley-Davidson)        | Johnny Cecotto (Yamaha)               | Gianfranco Bonera (Rieju)              | Walter Villa (Harley-Davidson)        | Johnny Cecotto (Yamaha)               |
| 40      | 1976 | Nürburgring (Nordschleife) | 500 cm³                               | Giacomo Agostini (MV Agusta)          | Marco Lucchinelli (Suzuki)            | Pat Hennen (Suzuki)                    | Virginio Ferrari (Suzuki)             | Marcel Ankoné (Suzuki)                |
| 40      | 1976 | Nürburgring (Nordschleife) | Gespanne                              | Schwärzel / Huber (König)             | Steinhausen / Huber (Busch-König)     | O’Dell / Arthur (May-Yamaha)           | Biland / Williams (Seymaz-Yamaha)     | Schwärzel / Huber (König)             |
|         |      |                            |                                       |                                       |                                       |                                        |                                       |                                       |
| 41      | 1977 | Hockenheimring             | 50 cm³                                | Herbert Rittberger (Kreidler)         | Ángel Nieto (Bultaco)                 | Eugenio Lazzarini (Bultaco)            | Ángel Nieto (Bultaco)                 | Herbert Rittberger (Kreidler)         |
| 41      | 1977 | Hockenheimring             | 125 cm³                               | Pier Paolo Bianchi (Morbidelli)       | Eugenio Lazzarini (Morbidelli)        | Toni Mang (Morbidelli)                 | Eugenio Lazzarini (Morbidelli)        | Pier Paolo Bianchi (Morbidelli)       |
| 41      | 1977 | Hockenheimring             | 250 cm³                               | Christian Sarron (Yamaha)             | Akihiko Kiyohara (Kawasaki)           | Franco Uncini (Harley-Davidson)        | Akihiko Kiyohara (Kawasaki)           | Akihiko Kiyohara (Kawasaki)           |
| 41      | 1977 | Hockenheimring             | 350 cm³                               | Takazumi Katayama (Yamaha)            | Giacomo Agostini (Yamaha)             | Olivier Chevallier(Yamaha)             | Alan North (Yamaha)                   | Giacomo Agostini (Yamaha)             |
| 41      | 1977 | Hockenheimring             | 500 cm³                               | Barry Sheene (Suzuki)                 | Pat Hennen (Suzuki)                   | Steve Baker (Yamaha)                   | Barry Sheene (Suzuki)                 | Barry Sheene (Suzuki)                 |
| 41      | 1977 | Hockenheimring             | Gespanne                              | Biland / Williams (Schmid-Yamaha)     | Venus / Bittermann (König)            | O’Dell / Arthur (Windle-Yamaha)        | Biland / Williams (Schmid-Yamaha)     | Biland / Williams (Schmid-Yamaha)     |
|         |      |                            |                                       |                                       |                                       |                                        |                                       |                                       |
| 42      | 1978 | Nürburgring (Nordschleife) | 50 cm³                                | Ricardo Tormo (Bultaco)               | Ángel Nieto (Bultaco)                 | Eugenio Lazzarini (Kreidler)           | Ricardo Tormo (Bultaco)               | Ricardo Tormo (Bultaco)               |
| 42      | 1978 | Nürburgring (Nordschleife) | 125 cm³                               | Ángel Nieto (Minarelli)               | Thierry Espié (Motobécane)            | Hans Müller (Morbidelli)               | Thierry Espié (Motobécane)            | Ángel Nieto (Minarelli)               |
| 42      | 1978 | Nürburgring (Nordschleife) | 250 cm³                               | Kork Ballington (Kawasaki)            | Gregg Hansford (Kawasaki)             | Tom Herron (Yamaha)                    | Gregg Hansford (Kawasaki)             | Kork Ballington (Kawasaki)            |
| 42      | 1978 | Nürburgring (Nordschleife) | 350 cm³                               | Takazumi Katayama (Yamaha)            | Kork Ballington (Kawasaki)            | Michel Rougerie (Yamaha)               | Gregg Hansford (Kawasaki)             | Takazumi Katayama (Yamaha)            |
| 42      | 1978 | Nürburgring (Nordschleife) | 500 cm³                               | Virginio Ferrari (Suzuki)             | Johnny Cecotto (Yamaha)               | Kenny Roberts sr. (Yamaha)             | Johnny Cecotto (Yamaha)               | Virginio Ferrari (Suzuki)             |
| 42      | 1978 | Nürburgring (Nordschleife) | Gespanne                              | Schwärzel / Huber (ARO-Fath)          | Michel / Collins (Seymaz-Yamaha)      | Greasley / Russell (Busch-Yamaha)      | Biland / Williams (BEO-Yamaha)        | Michel / Collins (Seymaz-Yamaha)      |
|         |      |                            |                                       |                                       |                                       |                                        |                                       |                                       |
| 43      | 1979 | Hockenheimring             | 50 cm³                                | Gerhard Waibel (Kreidler)             | Peter Looijesteijn (Kreidler)         | Ingo Emmerich (Kreidler)               | Ricardo Tormo (Bultaco)               | Ricardo Tormo (Bultaco)               |
| 43      | 1979 | Hockenheimring             | 125 cm³                               | Ángel Nieto (Minarelli)               | Harald Bartol (Morbidelli)            | Walter Koschine (Delta Fantic)         | Ángel Nieto (Minarelli)               | Ángel Nieto (Minarelli)               |
| 43      | 1979 | Hockenheimring             | 250 cm³                               | Kork Ballington (Kawasaki)            | Randy Mamola (Yamaha)                 | Toni Mang (Kawasaki)                   | Walter Villa (Yamaha)                 | Kork Ballington (Kawasaki)            |
| 43      | 1979 | Hockenheimring             | 350 cm³                               | Jon Ekerold (Yamaha)                  | Toni Mang (Kawasaki)                  | Michel Frutschi (Yamaha)               | Walter Villa (Yamaha)                 | Michel Frutschi (Yamaha)              |
| 43      | 1979 | Hockenheimring             | 500 cm³                               | Wil Hartog (Suzuki)                   | Kenny Roberts sr. (Yamaha)            | Virginio Ferrari (Suzuki)              | Barry Sheene (Suzuki)                 | Kenny Roberts sr. (Yamaha)            |
| 43      | 1979 | Hockenheimring             | Gespanne (B2A)                        | Steinhausen / Arthur (KSA-Yamaha)     | Schauzu / Puzo (Busch-Yamaha)         | Greasley / Parkins (Yamaha)            | Venus / Bittermann (Yamaha)           | Steinhausen / Arthur (KSA-Yamaha)     |
|         |      |                            |                                       |                                       |                                       |                                        |                                       |                                       |
| 44      | 1980 | Nürburgring (Nordschleife) | 50 cm³                                | Stefan Dörflinger (Kreidler-Van Veen) | Eugenio Lazzarini (Kreidler-Van Veen) | Hans-Jürgen Hummel (Kreidler-Van Veen) | Ricardo Tormo (Kreidler)              | Stefan Dörflinger (Kreidler-Van Veen) |
| 44      | 1980 | Nürburgring (Nordschleife) | 125 cm³                               | Guy Bertin (Motobécane)               | Ángel Nieto (Minarelli)               | Hans Müller (MBA)                      | Guy Bertin (Motobécane)               | Guy Bertin (Motobécane)               |
| 44      | 1980 | Nürburgring (Nordschleife) | 250 cm³                               | Kork Ballington (Kawasaki)            | Jean-François Baldé (Kawasaki)        | Toni Mang (Kawasaki)                   | Toni Mang (Kawasaki)                  | Kork Ballington (Kawasaki)            |
| 44      | 1980 | Nürburgring (Nordschleife) | 350 cm³                               | Jon Ekerold (Yamaha)                  | Toni Mang (Kawasaki)                  | Johnny Cecotto (Yamaha)                | Toni Mang (Kawasaki)                  | Jon Ekerold (Yamaha)                  |
| 44      | 1980 | Nürburgring (Nordschleife) | 500 cm³                               | Marco Lucchinelli (Suzuki)            | Graeme Crosby (Suzuki)                | Wil Hartog (Suzuki)                    | Randy Mamola (Suzuki)                 | Marco Lucchinelli (Suzuki)            |
| 44      | 1980 | Nürburgring (Nordschleife) | Gespanne                              | Taylor / Johansson (Windle-Yamaha)    | Michel / Burkhard (Seymaz-Yamaha)     | Streuer / van der Kaap (LCR-Yamaha)    | Biland / Waltisperg (LCR-Yamaha)      | Biland / Waltisperg (LCR-Yamaha)      |
|         |      |                            |                                       |                                       |                                       |                                        |                                       |                                       |
| 45      | 1981 | Hockenheimring             | 50 cm³                                | Stefan Dörflinger (Kreidler-Van Veen) | Hans-Jürgen Hummel (Rieju)            | Rudolf Kunz (Kreidler-Van Veen)        | Stefan Dörflinger (Kreidler-Van Veen) | Stefan Dörflinger (Kreidler-Van Veen) |
| 45      | 1981 | Hockenheimring             | 125 cm³                               | Ángel Nieto (Minarelli)               | Stefan Dörflinger (MBA)               | Hans Müller (MBA)                      | Ángel Nieto (Minarelli)               | Ángel Nieto (Minarelli)               |
| 45      | 1981 | Hockenheimring             | 250 cm³                               | Toni Mang (Kawasaki)                  | Carlos Lavado (Yamaha)                | Roland Freymond (Ad Majora)            | Toni Mang (Kawasaki)                  | Toni Mang (Kawasaki)                  |
| 45      | 1981 | Hockenheimring             | 350 cm³                               | Toni Mang (Kawasaki)                  | Eric Saul (Yamaha)                    | Thierry Espié (Yamaha)                 | Patrick Fernandez (Bimota-Yamaha)     | Toni Mang (Kawasaki)                  |
| 45      | 1981 | Hockenheimring             | 500 cm³                               | Kenny Roberts sr. (Yamaha)            | Randy Mamola (Suzuki)                 | Marco Lucchinelli (Suzuki)             | Graeme Crosby (Suzuki)                | Kenny Roberts sr.                     |
| 45      | 1981 | Hockenheimring             | Gespanne                              | Michel / Burkhard (Seymaz-Yamaha)     | Taylor / Johansson (Fowler-Yamaha)    | Schwärzel / Huber (Seymaz-Yamaha)      | Biland / Waltisperg (LCR-Yamaha)      | Taylor / Johansson (Fowler-Yamaha)    |
|         |      |                            |                                       |                                       |                                       |                                        |                                       |                                       |
| 46      | 1982 | Hockenheimring             | 50 cm³                                | Stefan Dörflinger (Kreidler)          | Eugenio Lazzarini (Garelli)           | Claudio Lusuardi (Villa)               | Stefan Dörflinger (Kreidler)          | Stefan Dörflinger (Kreidler)          |
| 46      | 1982 | Hockenheimring             | 250 cm³                               | Toni Mang (Kawasaki)                  | Paolo Ferretti (MBA)                  | Thierry Espié (Pernod)                 | Toni Mang (Kawasaki)                  | Thierry Espié (Pernod)                |
| 46      | 1982 | Hockenheimring             | 350 cm³                               | Manfred Herweh (Yamaha)               | Toni Mang (Kawasaki)                  | Eric Saul (ELF)                        | Toni Mang (Kawasaki)                  | Toni Mang (Kawasaki)                  |
| 46      | 1982 | Hockenheimring             | 500 cm³                               | Randy Mamola (Suzuki)                 | Virginio Ferrari (Suzuki)             | Loris Reggiani (Suzuki)                | Freddie Spencer (Honda)               | Freddie Spencer (Honda)               |
| 46      | 1982 | Hockenheimring             | Gespanne                              | Biland / Waltisperg (LCR-Yamaha)      | Streuer / Schnieders (LCR-Yamaha)     | Jones / Ayres (LCR-Yamaha)             | Biland / Waltisperg (LCR-Yamaha)      | Biland / Waltisperg (LCR-Yamaha)      |
|         |      |                            |                                       |                                       |                                       |                                        |                                       |                                       |
| 47      | 1983 | Hockenheimring             | 50 cm³                                | Stefan Dörflinger (Krauser)           | Eugenio Lazzarini (Garelli)           | Gerhard Bauer (Rieju)                  | Stefan Dörflinger (Krauser)           | Stefan Dörflinger (Krauser)           |
| 47      | 1983 | Hockenheimring             | 125 cm³                               | Ángel Nieto (Garelli)                 | Eugenio Lazzarini (Garelli)           | Pier Paolo Bianchi (Sanvenero)         | Eugenio Lazzarini (Garelli)           | Ángel Nieto (Garelli)                 |
| 47      | 1983 | Hockenheimring             | 250 cm³                               | Carlos Lavado (Yamaha)                | Patrick Fernandez (Bartol)            | Didier de Radiguès (Chevallier)        | Jacques Cornu (Yamaha)                | Carlos Lavado (Yamaha)                |
| 47      | 1983 | Hockenheimring             | 500 cm³                               | Kenny Roberts sr. (Yamaha)            | Takazumi Katayama (Honda)             | Marco Lucchinelli (Honda)              | Freddie Spencer (Honda)               | Takazumi Katayama (Honda)             |
| 47      | 1983 | Hockenheimring             | Gespanne                              | Streuer / Schnieders (LCR-Yamaha)     | Michel / Monchaud (LCR-Yamaha)        | Jones / Ayres (LCR-Yamaha)             | Biland / Waltisperg (LCR-Yamaha)      | Biland / Waltisperg (LCR-Yamaha)      |
|         |      |                            |                                       |                                       |                                       |                                        |                                       |                                       |
| 48      | 1984 | Nürburgring (GP-Kurs)      | 80 cm³                                | Stefan Dörflinger (Zündapp)           | Pier Paolo Bianchi (Rieju)            | Gerhard Waibel (Real)                  | Jorge Martínez (Derbi)                | Jorge Martínez (Derbi)                |
| 48      | 1984 | Nürburgring (GP-Kurs)      | 125 cm³                               | Ángel Nieto (Garelli)                 | Luca Cadalora (MBA)                   | Eugenio Lazzarini (Garelli)            | Maurizio Vitali (MBA)                 | Eugenio Lazzarini (Garelli)           |
| 48      | 1984 | Nürburgring (GP-Kurs)      | 250 cm³                               | Christian Sarron (Yamaha)             | Martin Wimmer (Yamaha)                | Manfred Herweh (Real)                  | Christian Sarron (Yamaha)             | Manfred Herweh (Real)                 |
| 48      | 1984 | Nürburgring (GP-Kurs)      | 500 cm³                               | Freddie Spencer (Honda)               | Eddie Lawson (Yamaha)                 | Randy Mamola (Honda)                   | Freddie Spencer (Honda)               | Freddie Spencer (Honda)               |
| 48      | 1984 | Nürburgring (GP-Kurs)      | Gespanne                              | Streuer / Schnieders (LCR-Yamaha)     | Michel / Fresc (LCR-Yamaha)           | Webster / Hewitt (LCR-Yamaha)          | Biland / Waltisperg (LCR-Yamaha)      | Streuer / Schnieders (LCR-Yamaha)     |
|         |      |                            |                                       |                                       |                                       |                                        |                                       |                                       |
| 49      | 1985 | Hockenheimring             | 80 cm³                                | Stefan Dörflinger (Krauser)           | Gerhard Waibel (Seel)                 | Gerd Kafka (Rieju)                     | Stefan Dörflinger (Krauser)           | Stefan Dörflinger (Krauser)           |
| 49      | 1985 | Hockenheimring             | 125 cm³                               | August Auinger (MBA)                  | Fausto Gresini (Garelli)              | Pier Paolo Bianchi (MBA)               | Pier Paolo Bianchi (MBA)              | August Auinger (MBA)                  |
| 49      | 1985 | Hockenheimring             | 250 cm³                               | Martin Wimmer (Yamaha)                | Freddie Spencer (Honda)               | Toni Mang (Honda)                      | Freddie Spencer (Honda)               | Martin Wimmer (Yamaha)                |
| 49      | 1985 | Hockenheimring             | 500 cm³                               | Christian Sarron (Yamaha)             | Freddie Spencer (Honda)               | Ron Haslam (Honda)                     | Freddie Spencer (Honda)               | Christian Sarron (Yamaha)             |
| 49      | 1985 | Hockenheimring             | Gespanne                              | Schwärzel / Buck (LCR-Yamaha)         | Webster / Hewitt (LCR-Yamaha)         | Streuer / Schnieders (LCR-Yamaha)      | Schwärzel / Buck (LCR-Yamaha)         | Webster / Hewitt (LCR-Yamaha)         |
|         |      |                            |                                       |                                       |                                       |                                        |                                       |                                       |
| 50      | 1986 | Nürburgring (GP-Kurs)      | 80 cm³                                | Manuel Herreros (Derbi)               | Stefan Dörflinger (Krauser)           | Ian McConnachie (Krauser)              | Stefan Dörflinger (Krauser)           | Ian McConnachie (Krauser)             |
| 50      | 1986 | Nürburgring (GP-Kurs)      | 125 cm³                               | Luca Cadalora (Garelli)               | Fausto Gresini (Garelli)              | Ezio Gianola (MBA)                     | Luca Cadalora (Garelli)               | Luca Cadalora (Garelli)               |
| 50      | 1986 | Nürburgring (GP-Kurs)      | 250 cm³                               | Carlos Lavado (Yamaha)                | Toni Mang (Honda)                     | Martin Wimmer (Yamaha)                 | Carlos Lavado (Yamaha)                | Toni Mang (Honda)                     |
| 50      | 1986 | Nürburgring (GP-Kurs)      | 500 cm³                               | Eddie Lawson (Yamaha)                 | Wayne Gardner (Honda)                 | Mike Baldwin (Yamaha)                  | Eddie Lawson (Yamaha)                 | Eddie Lawson (Yamaha)                 |
| 50      | 1986 | Nürburgring (GP-Kurs)      | Gespanne                              | Streuer / Schnieders (LCR-Yamaha)     | Biland / Waltisperg (LCR-Krauser)     | Abbott / Smith (Windle-Yamaha)         | Biland / Waltisperg (LCR-Krauser)     | Streuer / Schnieders (LCR-Yamaha)     |
|         |      |                            |                                       |                                       |                                       |                                        |                                       |                                       |
| 51      | 1987 | Hockenheimring             | 80 cm³                                | Gerhard Waibel (Krauser)              | Jorge Martínez (Derbi)                | Stefan Dörflinger (Krauser)            | Gerhard Waibel (Krauser)              | Jorge Martínez (Derbi)                |
| 51      | 1987 | Hockenheimring             | 125 cm³                               | Fausto Gresini (Garelli)              | August Auinger (MBA)                  | Bruno Casanova (Garelli)               | Fausto Gresini (Garelli)              | Fausto Gresini (Garelli)              |
| 51      | 1987 | Hockenheimring             | 250 cm³                               | Toni Mang (Honda)                     | Jacques Cornu (Honda)                 | Reinhold Roth (Honda)                  | Reinhold Roth (Honda)                 | Carlos Lavado (Yamaha)                |
| 51      | 1987 | Hockenheimring             | 500 cm³                               | Eddie Lawson (Yamaha)                 | Randy Mamola (Yamaha)                 | Ron Haslam (ELF-Honda)                 | Wayne Gardner (Honda)                 | Wayne Gardner (Honda)                 |
| 51      | 1987 | Hockenheimring             | Gespanne                              | Webster / Hewitt (LCR-Krauser)        | Streuer / Schnieders (LCR-Yamaha)     | Michel / Fresc (LCR-Krauser)           | Webster / Hewitt (LCR-Krauser)        | Webster / Hewitt (LCR-Krauser)        |
|         |      |                            |                                       |                                       |                                       |                                        |                                       |                                       |
| 52      | 1988 | Nürburgring (GP-Kurs)      | 80 cm³                                | Jorge Martínez (Derbi)                | Àlex Crivillé (Derbi)                 | Manuel Herreros (Derbi)                | Jorge Martínez (Derbi)                | Jorge Martínez (Derbi)                |
| 52      | 1988 | Nürburgring (GP-Kurs)      | 125 cm³                               | Ezio Gianola (Honda)                  | Julián Miralles (Honda)               | Hans Spaan (Honda)                     | Hans Spaan (Honda)                    | Alfred Waibel (Waibel Special)        |
| 52      | 1988 | Nürburgring (GP-Kurs)      | 250 cm³                               | Luca Cadalora (Yamaha)                | Sito Pons (Honda)                     | Joan Garriga (Yamaha)                  | Thierry Rapicault (Fior)              | Joan Garriga (Yamaha)                 |
| 52      | 1988 | Nürburgring (GP-Kurs)      | 500 cm³                               | Kevin Schwantz (Suzuki)               | Wayne Rainey (Yamaha)                 | Christian Sarron (Yamaha)              | Wayne Gardner (Honda)                 | Kevin Schwantz (Suzuki)               |
| 52      | 1988 | Nürburgring (GP-Kurs)      | Gespanne                              | Biland / Waltisperg (LCR-Krauser)     | Webster / Hewitt (LCR-Krauser)        | Zurbrügg / Zurbrügg (LCR-Yamaha)       | Biland / Waltisperg (LCR-Krauser)     | Biland / Waltisperg (LCR-Krauser)     |
|         |      |                            |                                       |                                       |                                       |                                        |                                       |                                       |
| 53      | 1989 | Hockenheimring             | 80 cm³                                | Peter Öttl (Krauser)                  | Manuel Herreros (Derbi)               | Herri Torrontegui (Krauser)            | Stefan Dörflinger (Krauser)           | Peter Öttl (Krauser)                  |
| 53      | 1989 | Hockenheimring             | 125 cm³                               | Àlex Crivillé (JJ Cobas)              | Ezio Gianola (Honda)                  | Julián Miralles (Derbi)                | Ezio Gianola (Honda)                  | ulián Miralles (Derbi)                |
| 53      | 1989 | Hockenheimring             | 250 cm³                               | Sito Pons (Honda)                     | Reinhold Roth (Honda)                 | Masao Shimizu (Honda)                  | Helmut Bradl (Honda)                  | Sito Pons (Honda)                     |
| 53      | 1989 | Hockenheimring             | 500 cm³                               | Wayne Rainey (Yamaha)                 | Eddie Lawson (Honda)                  | Mick Doohan (Honda)                    | Kevin Schwantz (Suzuki)               | Kevin Schwantz (Suzuki)               |
| 53      | 1989 | Hockenheimring             | Gespanne                              | Webster / Hewitt (LCR-Krauser)        | Streuer / de Haas (LCR-Yamaha)        | Kumano / Fährni (LCR-Yamaha)           | Webster / Hewitt (LCR-Krauser)        | Streuer / de Haas (LCR-Yamaha)        |
|         |      |                            |                                       |                                       |                                       |                                        |                                       |                                       |
| 54      | 1990 | Nürburgring (GP-Kurs)      | 125 cm³                               | Doriano Romboni (Honda)               | Dirk Raudies (Honda)                  | Loris Capirossi (Honda)                | Doriano Romboni (Honda)               | Jorge Martínez (JJ Cobas)             |
| 54      | 1990 | Nürburgring (GP-Kurs)      | 250 cm³                               | Wilco Zeelenberg (Honda)              | Carlos Cardús (Honda)                 | John Kocinski (Yamaha)                 | Luca Cadalora (Yamaha)                | Wilco Zeelenberg (Honda)              |
| 54      | 1990 | Nürburgring (GP-Kurs)      | 500 cm³                               | Kevin Schwantz (Suzuki)               | Wayne Rainey (Yamaha)                 | Niall Mackenzie (Suzuki)               | Kevin Schwantz (Suzuki)               | Kevin Schwantz (Suzuki)               |
| 54      | 1990 | Nürburgring (GP-Kurs)      | Gespanne                              | Webster / Simmons (LCR-Krauser)       | Güdel / Güdel (LCR-Yamaha)            | Abbott / Smith (Windle-Yamaha)         | Michel / Birchall (LCR-Krauser)       | Streuer / de Haas (LCR-Yamaha)        |
|         |      |                            |                                       |                                       |                                       |                                        |                                       |                                       |
| 55      | 1991 | Hockenheimring             | 125 cm³                               | Ralf Waldmann (Honda)                 | Loris Capirossi (Honda)               | Heinz Lüthi (ELF)                      | Loris Capirossi (Honda)               | Loris Capirossi (Honda)               |
| 55      | 1991 | Hockenheimring             | 250 cm³                               | Helmut Bradl (Honda)                  | Carlos Cardús (Honda)                 | Wilco Zeelenberg (Honda)               | Helmut Bradl (Honda)                  | Helmut Bradl (Honda)                  |
| 55      | 1991 | Hockenheimring             | 500 cm³                               | Kevin Schwantz (Suzuki)               | Wayne Rainey (Yamaha)                 | Mick Doohan (Honda)                    | Mick Doohan (Honda)                   | Kevin Schwantz (Suzuki)               |
| 55      | 1991 | Hockenheimring             | Gespanne                              | Bohnhorst / Hiller (LCR-Krauser)      | Michel / Birchall (LCR-Krauser)       | Biland / Waltisperg (LCR-Honda)        | Webster / Simmons (LCR-Krauser)       | Streuer / Essaf (LCR-Krauser)         |
|         |      |                            |                                       |                                       |                                       |                                        |                                       |                                       |
| 56      | 1992 | Hockenheimring             | 125 cm³                               | Bruno Casanova (Aprilia)              | Fausto Gresini (Honda)                | Ralf Waldmann (Honda)                  | Ralf Waldmann (Honda)                 | Ezio Gianola (Honda)                  |
| 56      | 1992 | Hockenheimring             | 250 cm³                               | Pierfrancesco Chili (Aprilia)         | Max Biaggi (Aprilia)                  | Loris Reggiani (Aprilia)               | Max Biaggi (Aprilia)                  | Loris Reggiani (Aprilia)              |
| 56      | 1992 | Hockenheimring             | 500 cm³                               | Mick Doohan (Honda)                   | Kevin Schwantz (Suzuki)               | Wayne Gardner (Honda)                  | Mick Doohan (Honda)                   | Mick Doohan (Honda)                   |
| 56      | 1992 | Hockenheimring             | Gespanne                              | Webster / Simmons (LCR-ADM)           | Klaffenböck / Parzer (LCR-ADM)        | Dixon / Hetherington (LCR-Krauser)     | Biland / Waltisperg (LCR-Krauser)     | Webster / Simmons (LCR-ADM)           |
|         |      |                            |                                       |                                       |                                       |                                        |                                       |                                       |
| 57      | 1993 | Hockenheimring             | 125 cm³                               | Dirk Raudies (Honda)                  | Kazuto Sakata (Honda)                 | Takeshi Tsujimura (Honda)              | Dirk Raudies (Honda)                  | Kazuto Sakata (Honda)                 |
| 57      | 1993 | Hockenheimring             | 250 cm³                               | Doriano Romboni (Honda)               | Loris Capirossi (Honda)               | Helmut Bradl (Honda)                   | Doriano Romboni (Honda)               | Loris Capirossi (Honda)               |
| 57      | 1993 | Hockenheimring             | 500 cm³                               | Daryl Beattie (Honda)                 | Kevin Schwantz (Suzuki)               | Shin’ichi Itō (Honda)                  | Shin’ichi Itō (Honda)                 | Mick Doohan (Honda)                   |
| 57      | 1993 | Hockenheimring             | Gespanne                              | Biland / Waltisperg (LCR-Krauser)     | Abbott / Tailford (Windle-ADM)        | Güdel / Güdel (LCR-Krauser)            | Biland / Waltisperg (LCR-Krauser)     | Biland / Waltisperg (LCR-Krauser)     |
|         |      |                            |                                       |                                       |                                       |                                        |                                       |                                       |
| 58      | 1994 | Hockenheimring             | 125 cm³                               | Dirk Raudies (Honda)                  | Kazuto Sakata (Aprilia)               | Tomomi Manako (Honda)                  | Noboru Ueda (Honda)                   | Dirk Raudies (Honda)                  |
| 58      | 1994 | Hockenheimring             | 250 cm³                               | Loris Capirossi (Honda)               | Max Biaggi (Aprilia)                  | Doriano Romboni (Honda)                | Loris Capirossi (Honda)               | Loris Capirossi (Honda)               |
| 58      | 1994 | Hockenheimring             | 500 cm³                               | Mick Doohan (Honda)                   | Kevin Schwantz (Suzuki)               | Alberto Puig (Honda)                   | Mick Doohan (Honda)                   | Mick Doohan (Honda)                   |
| 58      | 1994 | Hockenheimring             | Gespanne                              | Biland / Waltisperg (LCR-Swissauto)   | Webster / Hänni (LCR-Yamaha)          | Abbott / Tailford (Windle-Krauser)     | Biland / Waltisperg (LCR-Swissauto)   | Güdel / Güdel (LCR-ADM)               |
|         |      |                            |                                       |                                       |                                       |                                        |                                       |                                       |
| 59      | 1995 | Nürburgring (GP-Kurs)      | 125 cm³                               | Haruchika Aoki (Honda)                | Noboru Ueda (Honda)                   | Emilio Alzamora (Honda)                | Kazuto Sakata (Aprilia)               | Akira Saitō (Honda)                   |
| 59      | 1995 | Nürburgring (GP-Kurs)      | 250 cm³                               | Max Biaggi (Aprilia)                  | Tetsuya Harada (Yamaha)               | Tadayuki Okada (Honda)                 | Max Biaggi (Aprilia)                  | Max Biaggi (Aprilia)                  |
| 59      | 1995 | Nürburgring (GP-Kurs)      | 500 cm³                               | Daryl Beattie (Suzuki)                | Luca Cadalora (Yamaha)                | Shin’ichi Itō (Honda)                  | Mick Doohan (Honda)                   | Mick Doohan (Honda)                   |
| 59      | 1995 | Nürburgring (GP-Kurs)      | Gespanne                              | Dixon / Hetherington (Windle-ADM)     | Abbott / Tailford (LCR-ADM)           | Bösiger / Egli (LCR-ADM)               | Güdel / Güdel (LCR-BRM)               | Güdel / Güdel (LCR-BRM)               |
|         |      |                            |                                       |                                       |                                       |                                        |                                       |                                       |
| 60      | 1996 | Nürburgring (GP-Kurs)      | 125 cm³                               | Masaki Tokudome (Aprilia)             | Stefano Perugini (Aprilia)            | Haruchika Aoki (Honda)                 | Jorge Martínez (Aprilia)              | Peter Öttl (Aprilia)                  |
| 60      | 1996 | Nürburgring (GP-Kurs)      | 250 cm³                               | Ralf Waldmann (Honda)                 | Olivier Jacque (Honda)                | Jürgen Fuchs (Honda)                   | Ralf Waldmann (Honda)                 | Ralf Waldmann (Honda)                 |
| 60      | 1996 | Nürburgring (GP-Kurs)      | 500 cm³                               | Luca Cadalora (Honda)                 | Mick Doohan (Honda)                   | Àlex Crivillé (Honda)                  | Àlex Crivillé (Honda)                 | Mick Doohan (Honda)                   |
| 60      | 1996 | Nürburgring (GP-Kurs)      | Gespanne                              | Dixon / Hetherington (Windle-ADM)     | Klaffenböck / Parzer (LCR-ADM)        | Webster / James (LCR-ADM)              | Webster / James (LCR-ADM)             | Dixon / Hetherington (Windle-ADM)     |
|         |      |                            |                                       |                                       |                                       |                                        |                                       |                                       |
| 61      | 1997 | Nürburgring (GP-Kurs)      | 125 cm³                               | Valentino Rossi (Aprilia)             | Yoshiaki Katō (Yamaha)                | Manfred Geissler (Aprilia)             | Valentino Rossi (Aprilia)             | Yoshiaki Katō (Yamaha)                |
| 61      | 1997 | Nürburgring (GP-Kurs)      | 250 cm³                               | Tetsuya Harada (Aprilia)              | Olivier Jacque (Honda)                | Ralf Waldmann (Honda)                  | Olivier Jacque (Honda)                | Tetsuya Harada (Aprilia)              |
| 61      | 1997 | Nürburgring (GP-Kurs)      | 500 cm³                               | Mick Doohan (Honda)                   | Tadayuki Okada (Honda)                | Takuma Aoki (Honda)                    | Mick Doohan (Honda)                   | Mick Doohan (Honda)                   |
|         |      |                            |                                       |                                       |                                       |                                        |                                       |                                       |
| 62      | 1998 | Sachsenring                | 125 cm³                               | Tomomi Manako (Honda)                 | Arnaud Vincent (Aprilia)              | Roberto Locatelli (Honda)              | Marco Melandri (Honda)                | Tomomi Manako (Honda)                 |
| 62      | 1998 | Sachsenring                | 250 cm³                               | Tetsuya Harada (Aprilia)              | Jeremy McWilliams (TSR)               | Valentino Rossi (Aprilia)              | Tetsuya Harada (Aprilia)              | Tetsuya Harada (Aprilia)              |
| 62      | 1998 | Sachsenring                | 500 cm³                               | Mick Doohan (Honda)                   | Max Biaggi (Honda)                    | Àlex Crivillé (Honda)                  | Max Biaggi (Honda)                    | Alex Barros (Honda)                   |
|         |      |                            |                                       |                                       |                                       |                                        |                                       |                                       |
| 63      | 1999 | Sachsenring                | 125 cm³                               | Marco Melandri (Honda)                | Emilio Alzamora (Honda)               | Lucio Cecchinello (Honda)              | Marco Melandri (Honda)                | Emilio Alzamora (Honda)               |
| 63      | 1999 | Sachsenring                | 250 cm³                               | Valentino Rossi (Aprilia)             | Loris Capirossi (Honda)               | Ralf Waldmann (Aprilia)                | Valentino Rossi (Aprilia)             | Loris Capirossi (Honda)               |
| 63      | 1999 | Sachsenring                | 500 cm³                               | Kenny Roberts jr. (Suzuki)            | Àlex Crivillé (Honda)                 | Norick Abe (Yamaha)                    | Kenny Roberts jr. (Suzuki)            | Alex Barros (Honda)                   |
|         |      |                            |                                       |                                       |                                       |                                        |                                       |                                       |
| 64      | 2000 | Sachsenring                | 125 cm³                               | Yōichi Ui (Derbi)                     | Roberto Locatelli (Aprilia)           | Simone Sanna (Aprilia)                 | Yōichi Ui (Derbi)                     | Yōichi Ui (Derbi)                     |
| 64      | 2000 | Sachsenring                | 250 cm³                               | Olivier Jacque (Yamaha)               | Tōru Ukawa (Honda)                    | Shin’ya Nakano (Yamaha)                | Olivier Jacque (Yamaha)               | Olivier Jacque (Yamaha)               |
| 64      | 2000 | Sachsenring                | 500 cm³                               | Alex Barros (Honda)                   | Valentino Rossi (Honda)               | Kenny Roberts jr. (Suzuki)             | Kenny Roberts jr. (Suzuki)            | Tadayuki Okada (Honda)                |
|         |      |                            |                                       |                                       |                                       |                                        |                                       |                                       |
| 65      | 2001 | Sachsenring                | 125 cm³                               | Simone Sanna (Aprilia)                | Toni Elías (Honda)                    | Manuel Poggiali (Gilera)               | Max Sabbatani (Aprilia)               | Lucio Cecchinello (Aprilia)           |
| 65      | 2001 | Sachsenring                | 250 cm³                               | Marco Melandri (Aprilia)              | Daijirō Katō (Honda)                  | Tetsuya Harada (Aprilia)               | Tetsuya Harada (Aprilia)              | Marco Melandri (Aprilia)              |
| 65      | 2001 | Sachsenring                | 500 cm³                               | Max Biaggi (Yamaha)                   | Carlos Checa (Yamaha)                 | Shin’ya Nakano (Yamaha)                | Max Biaggi (Yamaha)                   | Shin’ya Nakano (Yamaha)               |
|         |      |                            |                                       |                                       |                                       |                                        |                                       |                                       |
| 66      | 2002 | Sachsenring                | 125 cm³                               | Arnaud Vincent (Aprilia)              | Alex De Angelis (Aprilia)             | Steve Jenkner (Aprilia)                | Arnaud Vincent (Aprilia)              | Steve Jenkner (Aprilia)               |
| 66      | 2002 | Sachsenring                | 250 cm³                               | Marco Melandri (Aprilia)              | Roberto Rolfo (Honda)                 | Sebastián Porto (Yamaha)               | Fonsi Nieto (Aprilia)                 | Roberto Rolfo (Honda)                 |
| 66      | 2002 | Sachsenring                | MotoGP                                | Valentino Rossi (Honda)               | Max Biaggi (Yamaha)                   | Tōru Ukawa (Honda)                     | Olivier Jacque (Yamaha)               | Valentino Rossi (Honda)               |
|         |      |                            |                                       |                                       |                                       |                                        |                                       |                                       |
| 67      | 2003 | Sachsenring                | 125 cm³                               | Stefano Perugini (Aprilia)            | Casey Stoner (Aprilia)                | Alex De Angelis (Aprilia)              | Stefano Perugini (Aprilia)            | Pablo Nieto (Aprilia)                 |
| 67      | 2003 | Sachsenring                | 250 cm³                               | Roberto Rolfo (Honda)                 | Fonsi Nieto (Aprilia)                 | Randy De Puniet (Aprilia)              | Sebastián Porto (Honda)               | Fonsi Nieto (Aprilia)                 |
| 67      | 2003 | Sachsenring                | MotoGP                                | Sete Gibernau (Honda)                 | Valentino Rossi (Honda)               | Troy Bayliss (Ducati)                  | Max Biaggi (Honda)                    | Max Biaggi (Honda)                    |
|         |      |                            |                                       |                                       |                                       |                                        |                                       |                                       |
| 68      | 2004 | Sachsenring                | 125 cm³                               | Roberto Locatelli (Aprilia)           | Héctor Barberá (Aprilia)              | Pablo Nieto (Aprilia)                  | Andrea Dovizioso (Honda)              | Héctor Barberá (Aprilia)              |
| 68      | 2004 | Sachsenring                | 250 cm³                               | Dani Pedrosa (Honda)                  | Sebastián Porto (Aprilia)             | Alex De Angelis (Aprilia)              | Sebastián Porto (Aprilia)             | Sebastián Porto (Aprilia)             |
| 68      | 2004 | Sachsenring                | MotoGP                                | Max Biaggi (Honda)                    | Alex Barros (Honda)                   | Nicky Hayden (Honda)                   | Max Biaggi (Honda)                    | Alex Barros (Honda)                   |
|         |      |                            |                                       |                                       |                                       |                                        |                                       |                                       |
| 69      | 2005 | Sachsenring                | 125 cm³                               | Mika Kallio (KTM)                     | Thomas Lüthi (Honda)                  | Marco Simoncelli (Aprilia)             | Mika Kallio (KTM)                     | Mika Kallio (KTM)                     |
| 69      | 2005 | Sachsenring                | 250 cm³                               | Dani Pedrosa (Honda)                  | Alex De Angelis (Aprilia)             | Hiroshi Aoyama (Honda)                 | Alex De Angelis (Aprilia)             | Dani Pedrosa (Honda)                  |
| 69      | 2005 | Sachsenring                | MotoGP                                | Valentino Rossi (Yamaha)              | Sete Gibernau (Honda)                 | Nicky Hayden (Honda)                   | Nicky Hayden (Honda)                  | Sete Gibernau (Honda)                 |
|         |      |                            |                                       |                                       |                                       |                                        |                                       |                                       |
| 70      | 2006 | Sachsenring                | 125 cm³                               | Mattia Pasini (Aprilia)               | Álvaro Bautista (Aprilia)             | Lukáš Pešek (Derbi)                    | Lukáš Pešek (Derbi)                   | Álvaro Bautista (Aprilia)             |
| 70      | 2006 | Sachsenring                | 250 cm³                               | Yūki Takahashi (Honda)                | Alex De Angelis (Aprilia)             | Jorge Lorenzo (Aprilia)                | Jorge Lorenzo (Aprilia)               | Alex De Angelis (Aprilia)             |
| 70      | 2006 | Sachsenring                | MotoGP                                | Valentino Rossi (Yamaha)              | Marco Melandri (Honda)                | Nicky Hayden (Honda)                   | Dani Pedrosa (Honda)                  | Dani Pedrosa (Honda)                  |
|         |      |                            |                                       |                                       |                                       |                                        |                                       |                                       |
| 71      | 2007 | Sachsenring                | 125 cm³                               | Gábor Talmácsi (Aprilia)              | Tomoyoshi Koyama (KTM)                | Héctor Faubel (Aprilia)                | Gábor Talmácsi (Aprilia)              | Gábor Talmácsi (Aprilia)              |
| 71      | 2007 | Sachsenring                | 250 cm³                               | Hiroshi Aoyama (KTM)                  | Mika Kallio (KTM)                     | Alex De Angelis (Aprilia)              | Mika Kallio (KTM)                     | Mika Kallio (KTM)                     |
| 71      | 2007 | Sachsenring                | MotoGP                                | Dani Pedrosa (Honda)                  | Loris Capirossi (Ducati)              | Nicky Hayden (Honda)                   | Casey Stoner (Ducati)                 | Dani Pedrosa (Honda)                  |
|         |      |                            |                                       |                                       |                                       |                                        |                                       |                                       |
| 72      | 2008 | Sachsenring                | 125 cm³                               | Mike Di Meglio (Aprilia)              | Stefan Bradl (Aprilia)                | Gábor Talmácsi (Aprilia)               | Gábor Talmácsi (Aprilia)              | Mike Di Meglio (Aprilia)              |
| 72      | 2008 | Sachsenring                | 250 cm³                               | Marco Simoncelli (Gilera)             | Héctor Barberá (Aprilia)              | Álvaro Bautista (Aprilia)              | Marco Simoncelli (Gilera)             | Héctor Barberá (Aprilia)              |
| 72      | 2008 | Sachsenring                | MotoGP                                | Casey Stoner (Ducati)                 | Valentino Rossi (Yamaha)              | Chris Vermeulen (Suzuki)               | Casey Stoner (Ducati)                 | Casey Stoner (Ducati)                 |
|         |      |                            |                                       |                                       |                                       |                                        |                                       |                                       |
| 73      | 2009 | Sachsenring                | 125 cm³                               | Julián Simón (Aprilia)                | Sergio Gadea (Aprilia)                | Joan Olivé (Derbi)                     | Julián Simón (Aprilia)                | Sergio Gadea (Aprilia)                |
| 73      | 2009 | Sachsenring                | 250 cm³                               | Marco Simoncelli (Gilera)             | Alex Debón (Aprilia)                  | Álvaro Bautista (Aprilia)              | Marco Simoncelli (Gilera)             | Álvaro Bautista (Aprilia)             |
| 73      | 2009 | Sachsenring                | MotoGP                                | Valentino Rossi (Yamaha)              | Jorge Lorenzo (Yamaha)                | Dani Pedrosa (Honda)                   | Valentino Rossi (Yamaha)              | Dani Pedrosa (Honda)                  |
|         |      |                            |                                       |                                       |                                       |                                        |                                       |                                       |
| 74      | 2010 | Sachsenring                | 125 cm³                               | Marc Márquez (Derbi)                  | Tomoyoshi Koyama (Aprilia)            | Sandro Cortese (Derbi)                 | Marc Márquez (Derbi)                  | Marc Márquez (Derbi)                  |
| 74      | 2010 | Sachsenring                | Moto2                                 | Toni Elías (Moriwaki)                 | Andrea Iannone (Speed Up)             | Roberto Rolfo (Suter)                  | Andrea Iannone (Speed Up)             | Andrea Iannone (Speed Up)             |
| 74      | 2010 | Sachsenring                | MotoGP                                | Dani Pedrosa (Honda)                  | Jorge Lorenzo (Yamaha)                | Casey Stoner (Ducati)                  | Jorge Lorenzo (Yamaha)                | Dani Pedrosa (Honda)                  |
|         |      |                            |                                       |                                       |                                       |                                        |                                       |                                       |
| 75      | 2011 | Sachsenring                | 125 cm³                               | Héctor Faubel (Aprilia)               | Johann Zarco (Derbi)                  | Maverick Viñales (Aprilia)             | Maverick Viñales (Aprilia)            | Héctor Faubel (Aprilia)               |
| 75      | 2011 | Sachsenring                | Moto2                                 | Marc Márquez (Suter)                  | Stefan Bradl (Kalex)                  | Alex De Angelis (Motobi)               | Marc Márquez (Suter)                  | Yonny Hernández (FTR)                 |
| 75      | 2011 | Sachsenring                | MotoGP                                | Dani Pedrosa (Honda)                  | Jorge Lorenzo (Yamaha)                | Casey Stoner (Honda)                   | Casey Stoner (Honda)                  | Dani Pedrosa (Honda)                  |
|         |      |                            |                                       |                                       |                                       |                                        |                                       |                                       |
| 76      | 2012 | Sachsenring                | Moto3                                 | Sandro Cortese (KTM)                  | Alexis Masbou (Honda)                 | Luis Salom (Kalex-KTM)                 | Sandro Cortese (KTM)                  | Sandro Cortese (KTM)                  |
| 76      | 2012 | Sachsenring                | Moto2                                 | Marc Márquez (Suter)                  | Mika Kallio (Kalex)                   | Alex De Angelis (FTR)                  | Marc Márquez (Suter)                  | Alex De Angelis (FTR)                 |
| 76      | 2012 | Sachsenring                | MotoGP                                | Dani Pedrosa (Honda)                  | Jorge Lorenzo (Yamaha)                | Andrea Dovizioso (Yamaha)              | Casey Stoner (Honda)                  | Dani Pedrosa (Honda)                  |
|         |      |                            |                                       |                                       |                                       |                                        |                                       |                                       |
| 77      | 2013 | Sachsenring                | Moto3                                 | Álex Rins (KTM)                       | Luis Salom (KTM)                      | Maverick Viñales (KTM)                 | Álex Rins (KTM)                       | Luis Salom (KTM)                      |
| 77      | 2013 | Sachsenring                | Moto2                                 | Jordi Torres (Suter)                  | Simone Corsi (Speed Up)               | Pol Espargaró (Kalex)                  | Xavier Siméon (Kalex)                 | Julián Simón (Kalex)                  |
| 77      | 2013 | Sachsenring                | MotoGP                                | Marc Márquez (Honda)                  | Cal Crutchlow (Yamaha)                | Valentino Rossi (Yamaha)               | Marc Márquez (Honda)                  | Marc Márquez (Honda)                  |
|         |      |                            |                                       |                                       |                                       |                                        |                                       |                                       |
| 78      | 2014 | Sachsenring                | Moto3                                 | Jack Miller (KTM)                     | Brad Binder (Mahindra)                | Alexis Masbou (Honda)                  | Jack Miller (KTM)                     | Brad Binder (Mahindra)                |
| 78      | 2014 | Sachsenring                | Moto2                                 | Dominique Aegerter (Suter)            | Mika Kallio (Kalex)                   | Simone Corsi (Kalex)                   | Dominique Aegerter (Suter)            | Mika Kallio (Kalex)                   |
| 78      | 2014 | Sachsenring                | MotoGP                                | Marc Márquez (Honda)                  | Dani Pedrosa (Honda)                  | Jorge Lorenzo (Yamaha)                 | Marc Márquez (Honda)                  | Marc Márquez (Honda)                  |
|         |      |                            |                                       |                                       |                                       |                                        |                                       |                                       |
| 79      | 2015 | Sachsenring                | Moto3                                 | Danny Kent (Honda)                    | Efrén Vázquez (Honda)                 | Enea Bastianini (Honda)                | Danny Kent (Honda)                    | Danny Kent (Honda)                    |
| 79      | 2015 | Sachsenring                | Moto2                                 | Xavier Siméon (Kalex)                 | Johann Zarco (Kalex)                  | Álex Rins (Kalex)                      | Johann Zarco (Kalex)                  | Franco Morbidelli (Kalex)             |
| 79      | 2015 | Sachsenring                | MotoGP                                | Marc Márquez (Honda)                  | Dani Pedrosa (Honda)                  | Valentino Rossi (Yamaha)               | Marc Márquez (Honda)                  | Marc Márquez (Honda)                  |
|         |      |                            |                                       |                                       |                                       |                                        |                                       |                                       |
| 80      | 2016 | Sachsenring                | Moto3                                 | Khairul Idham Pawi (Honda)            | Andrea Locatelli (KTM)                | Enea Bastianini (Honda)                | Enea Bastianini (Honda)               | Khairul Idham Pawi (Honda)            |
| 80      | 2016 | Sachsenring                | Moto2                                 | Johann Zarco (Kalex)                  | Jonas Folger (Kalex)                  | Julián Simón (Speed Up)                | Takaaki Nakagami (Kalex)              | Franco Morbidelli (Kalex)             |
| 80      | 2016 | Sachsenring                | MotoGP                                | Marc Márquez (Honda)                  | Cal Crutchlow (Honda)                 | Andrea Dovizioso (Ducati)              | Marc Márquez (Honda)                  | Cal Crutchlow (Honda)                 |
|         |      |                            |                                       |                                       |                                       |                                        |                                       |                                       |
| 81      | 2017 | Sachsenring                | Moto3                                 | Joan Mir (Honda)                      | Romano Fenati (Honda)                 | Marcos Ramírez (KTM)                   | Arón Canet (Honda)                    | Joan Mir (Honda)                      |
| 81      | 2017 | Sachsenring                | Moto2                                 | Franco Morbidelli (Kalex)             | Miguel Oliveira (KTM)                 | Francesco Bagnaia (Kalex)              | Franco Morbidelli (Kalex)             | Miguel Oliveira (KTM)                 |
| 81      | 2017 | Sachsenring                | MotoGP                                | Marc Márquez (Honda)                  | Jonas Folger (Yamaha)                 | Dani Pedrosa (Honda)                   | Marc Márquez (Honda)                  | Jonas Folger (Yamaha)                 |
|         |      |                            |                                       |                                       |                                       |                                        |                                       |                                       |
| 82      | 2018 | Sachsenring                | Moto3                                 | Jorge Martín (Honda)                  | Marco Bezzecchi (KTM)                 | John McPhee (KTM)                      | Jorge Martín (Honda)                  | Arón Canet (Honda)                    |
| 82      | 2018 | Sachsenring                | Moto2                                 | Brad Binder (KTM)                     | Joan Mir (Kalex)                      | Luca Marini (Kalex)                    | Mattia Pasini (Kalex)                 | Joan Mir (Kalex)                      |
| 82      | 2018 | Sachsenring                | MotoGP                                | Marc Márquez (Honda)                  | Valentino Rossi (Yamaha)              | Maverick Viñales (Yamaha)              | Marc Márquez (Honda)                  | Marc Márquez (Honda)                  |
|         |      |                            |                                       |                                       |                                       |                                        |                                       |                                       |
| 83      | 2019 | Sachsenring                | MotoE                                 | Niki Tuuli (Energica)                 | Bradley Smith (Energica)              | Mike Di Meglio (Energica)              | Niki Tuuli (Energica)                 | Niki Tuuli (Energica)                 |
| 83      | 2019 | Sachsenring                | Moto3                                 | Lorenzo Dalla Porta (Honda)           | Marcos Ramírez (Honda)                | Arón Canet (KTM)                       | Ayumu Sasaki (Honda)                  | Can Öncü (KTM)                        |
| 83      | 2019 | Sachsenring                | Moto2                                 | Álex Márquez (Kalex)                  | Brad Binder (KTM)                     | Marcel Schrötter (Kalex)               | Álex Márquez (Kalex)                  | Álex Márquez (Kalex)                  |
| 83      | 2019 | Sachsenring                | MotoGP                                | Marc Márquez (Honda)                  | Maverick Viñales (Yamaha)             | Cal Crutchlow (Honda)                  | Marc Márquez (Honda)                  | Marc Márquez (Honda)                  |
|         |      |                            |                                       |                                       |                                       |                                        |                                       |                                       |
| –       | 2020 | Sachsenring                | Abgesagt wegen der COVID-19-Pandemie. | Abgesagt wegen der COVID-19-Pandemie. | Abgesagt wegen der COVID-19-Pandemie. | Abgesagt wegen der COVID-19-Pandemie.  | Abgesagt wegen der COVID-19-Pandemie. | Abgesagt wegen der COVID-19-Pandemie. |
|         |      |                            |                                       |                                       |                                       |                                        |                                       |                                       |
| 84      | 2021 | Sachsenring                | Moto3                                 | Pedro Acosta (KTM)                    | Kaito Toba (KTM)                      | Dennis Foggia (Honda)                  | Filip Salač (Honda)                   | Jaume Masiá (KTM)                     |
| 84      | 2021 | Sachsenring                | Moto2                                 | Remy Gardner (Kalex)                  | Arón Canet (Boscoscuro)               | Marco Bezzecchi (Kalex)                | Raúl Fernández (Kalex)                | Remy Gardner (Kalex)                  |
| 84      | 2021 | Sachsenring                | MotoGP                                | Marc Márquez (Honda)                  | Miguel Oliveira (KTM)                 | Fabio Quartararo (Yamaha)              | Johann Zarco (Ducati)                 | Miguel Oliveira (KTM)                 |
|         |      |                            |                                       |                                       |                                       |                                        |                                       |                                       |
| 85      | 2022 | Sachsenring                | Moto3                                 | Izan Guevara (GasGas)                 | Dennis Foggia (Honda)                 | Sergio García (GasGas)                 | Izan Guevara (GasGas)                 | Deniz Öncü (KTM)                      |
| 85      | 2022 | Sachsenring                | Moto2                                 | Augusto Fernández (Kalex)             | Pedro Acosta (Kalex)                  | Sam Lowes (Kalex)                      | Sam Lowes (Kalex)                     | Augusto Fernández (Kalex)             |
| 85      | 2022 | Sachsenring                | MotoGP                                | Fabio Quartararo (Yamaha)             | Johann Zarco (Ducati)                 | Jack Miller (Ducati)                   | Francesco Bagnaia (Ducati)            | Fabio Quartararo (Yamaha)             |
|         |      |                            |                                       |                                       |                                       |                                        |                                       |                                       |
| 86      | 2023 | Sachsenring                | Moto3                                 | Deniz Öncü (KTM)                      | Ayumu Sasaki (Husqvarna)              | Daniel Holgado (KTM)                   | Ayumu Sasaki (Husqvarna)              | Daniel Holgado (KTM)                  |
| 86      | 2023 | Sachsenring                | Moto2                                 | Pedro Acosta (Kalex)                  | Tony Arbolino (Kalex)                 | Jake Dixon (Kalex)                     | Pedro Acosta (Kalex)                  | Pedro Acosta (Kalex)                  |
| 86      | 2023 | Sachsenring                | MotoGP                                | Jorge Martín (Ducati)                 | Francesco Bagnaia (Ducati)            | Johann Zarco (Ducati)                  | Francesco Bagnaia (Ducati)            | Johann Zarco (Ducati)                 |
|         |      |                            |                                       |                                       |                                       |                                        |                                       |                                       |
| 87      | 2024 | Sachsenring                | MotoE (Rennen 1)                      | Héctor Garzó (Ducati)                 | Alessandro Zaccone (Ducati)           | Nicholas Spinelli (Ducati)             | Alessandro Zaccone (Ducati)           | Héctor Garzó (Ducati)                 |
| 87      | 2024 | Sachsenring                | MotoE (Rennen 2)                      | Héctor Garzó (Ducati)                 | Nicholas Spinelli (Ducati)            | Jordi Torres (Ducati)                  | Alessandro Zaccone (Ducati)           | Héctor Garzó (Ducati)                 |
| 87      | 2024 | Sachsenring                | Moto3                                 | David Alonso (CFMoto)                 | Taiyo Furusato (Honda)                | Iván Ortolá (KTM)                      | Collin Veijer (Husqvarna)             | Iván Ortolá (KTM)                     |
| 87      | 2024 | Sachsenring                | Moto2                                 | Fermín Aldeguer (Boscoscuro)          | Jake Dixon (Kalex)                    | Ai Ogura (Boscoscuro)                  | Celestino Vietti (Kalex)              | Tony Arbolino (Kalex)                 |
| 87      | 2024 | Sachsenring                | MotoGP                                | Francesco Bagnaia (Ducati)            | Marc Márquez (Ducati)                 | Álex Márquez (Ducati)                  | Jorge Martín (Ducati)                 | Jorge Martín (Ducati)                 |

Rekordsieger Fahrer: Giacomo Agostini (13)